# Leichtathletik-Europameisterschaften 2014/Marathon der Frauen

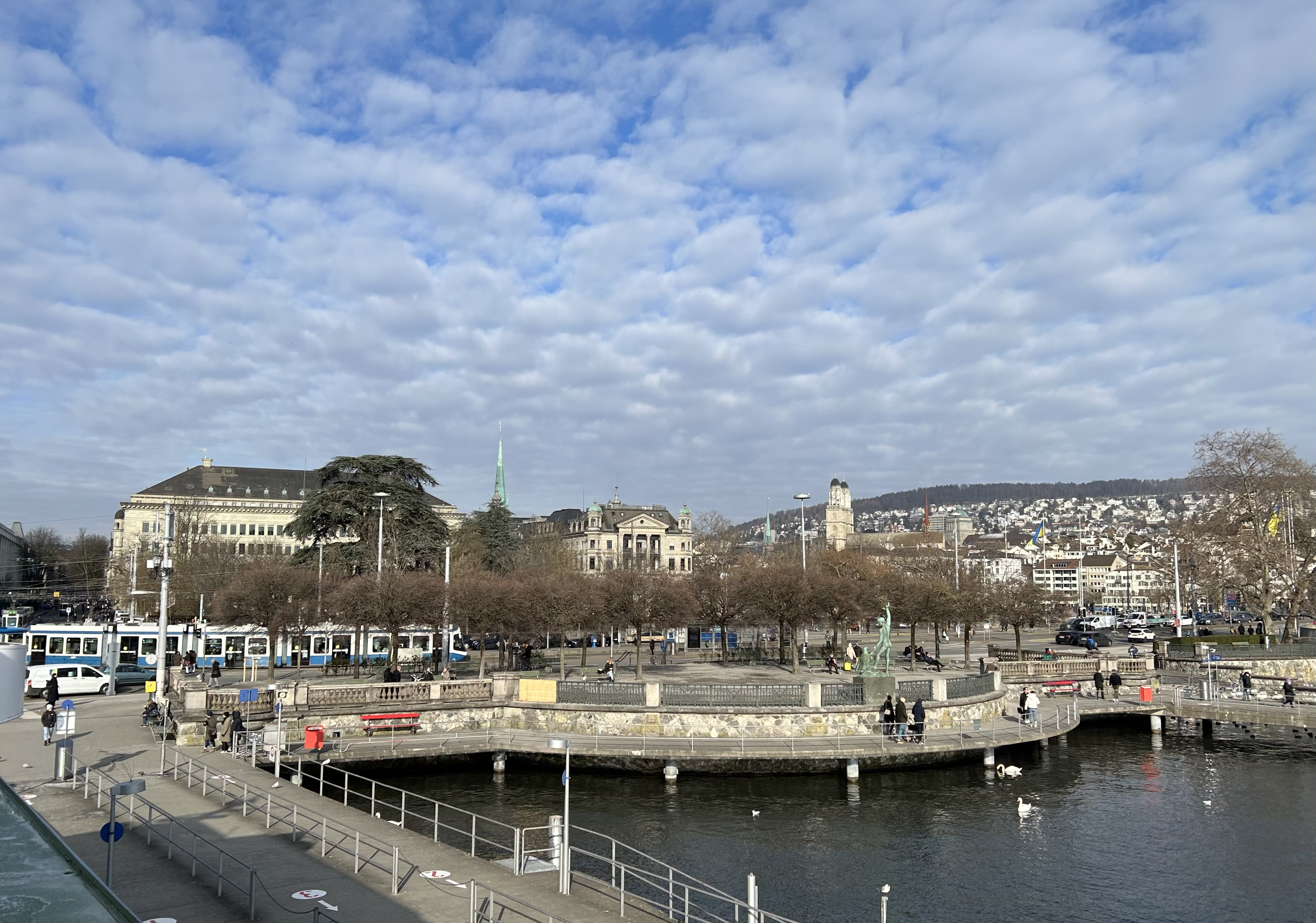
Der Bürkliplatz im Jahr 2023

Der Marathon der Frauen bei den Leichtathletik-Europameisterschaften 2014 fand am 16. August 2014 in Zürich, Schweiz, statt.
Die Französin Christelle Daunay gewann den Lauf mit einem neuen Meisterschaftsrekord von 2:25:14 h. Vizeeuropameisterin wurde die Italienerin Valeria Straneo vor der Portugiesin Jéssica Augusto.
Für die Teamwertung, dem sogenannten Marathon-Cup, wurden die Zeiten der drei besten Läuferinnen je Nation addiert. Die Wertung zählte allerdings nicht zum offiziellen Medaillenspiegel. Es siegte die Mannschaft aus Italien vor Portugal und Russland.

## Strecke
Der Wettbewerb fand in der Zürcher Innenstadt auf einem Rundkurs statt. Eine Runde betrug zehn Kilometer, am Schluss kam noch eine kurze Zielschleife hinzu.
Start und Ziel lagen beim Bürkliplatz. Der erste Streckenteil verlief flach entlang des westlichen Zürichsee-Ufers und in einer Schlaufe zurück bis fast zum Ausgangspunkt. Dann ging es durch die Altstadt von Zürich weiter über die Bahnhofstrasse, über Paradeplatz und Münsterhof zur Münsterbrücke. Das Limmatquai hinunter führte die Strecke zum Central. Dort begann ein Anstieg über Seiler- und Hirschengraben sowie Leonhardstrasse zur Polyterrasse bei der ETH. An der Universität vorbei ging es von dort die Rämistrasse entlang via Heimplatz (Pfauen) zum Bellevue. Von dort führte eine weitere Schleife am Ostufer entlang bis zum Zürichhorn, wo die Strecke zum Teil auf schmaleren Wegen abseits der Straße durch den Park und wieder zurück zum Ausgangspunkt der Schleife verlief. Über die Quaibrücke erreichte die Route dann schließlich den Ausgangspunkt.
Es waren 176 Höhenmeter zu bewältigen. Der Großteil des Rundkurses war flach. Die vier Mal zu bewältigende Steigung war eher kurz und mit maximal 8,8 % Steigung in der Straße Auf der Mauer sehr steil. Unter diesen Umständen waren Toppzeiten nicht möglich.
Verpflegungsstationen waren am Limmatquai und am Zürichhorn aufgebaut. Wasser und Schwämme wurden am General-Guisan-Quai und auf der Polyterrasse verteilt. Duschen gab es am Mythenquai und am Sechseläutenplatz.

## Rekorde

### Bestehende Rekorde
| Weltrekord           | Paula Radcliffe | 2:15:25 h | London-Marathon | 13. April 2003  |
| Europarekord         | Paula Radcliffe | 2:15:25 h | London-Marathon | 13. April 2003  |
| Meisterschaftsrekord | Maria Guida     | 2:26:05 h | EM in München   | 10. August 2002 |

### Rekordverbesserung
Im Rennen am 16. August wurde der bestehende EM-Rekord um 51 Sekunden verbessert:

2:25:14 h – Christelle Daunay, Frankreich

## Zwischenzeiten
| Marke | Zeit        | Führende | 5-km-Zeit |
| ----- | ----------- | --- | --------- |
| 5 km  | 17:20 min   | Christelle Daunay in 14-köpfiger Gruppe | 17:20 min |
| 10 km | 34:30 min   | Daunay, Straneo, Nemec, Neuenschwander, Aguilar, Abeylegesse, Spirig / Augusto, Britton 10 s zurück                                                   | 17:10 min |
| 15 km | 51:42 min   | Straneo, Daunay, Abeylegesse, Nemec, Spirig, Neuenschwander / Aguilar 3 s zurück / Augusto 10 s zurück / Incerti, Britton 25 s zurück                 | 17:12 min |
| 20 km | 1:08:50 h00 | Daunay, Straneo, Abeylegesse, Nemec / Augusto 19 s zurück / Aguilar, Neuenschwander, Spirig 42 s zurück                                               | 17:08 min |
| 25 km | 1:26:01 h00 | Straneo, Daunay, Abeylegesse / Augusto 11 s zur. / Nemec 14 s zur. / Incerti, Aguilar 1:22 min zur. / Neuenschwander 1:27 min zur.                    | 17:11 min |
| 30 km | 1:43:15 h00 | Daunay, Straneo / Augusto 18 s zur. / Abeylegesse 20 s zur. / Nemec 43 s zur. / Incerti 1:22 min zur. / Aguilar, Neuenschwander 2:40 min zur.         | 17:14 min |
| 35 km | 2:00:22 h00 | Straneo, Daunay / Augusto 20 s zur. / Abeylegesse 1:21 min zur. / Nemec 1:26 min zur. / Incerti 3:15 min zur. / Aguilar, Neuenschwander 3:53 min zur. | 17:07 min |
| 40 km | 2:17:41 h00 | Daunay / Straneo 3 s zur. / Augusto 34 s zur. / Nemec 2:49 min zur. / Abeylegesse 3:33 min zur. / Incerti 4:29 min zur. / Drazdauskaitė 5:08 min zur. | 17:19 min |

## Legende
Kurze Übersicht zur Bedeutung der Symbolik – so üblicherweise auch in sonstigen Veröffentlichungen verwendet:
| CR  | Championshiprekord                       |
| DNF | Wettkampf nicht beendet (did not finish) |

## Ergebnis

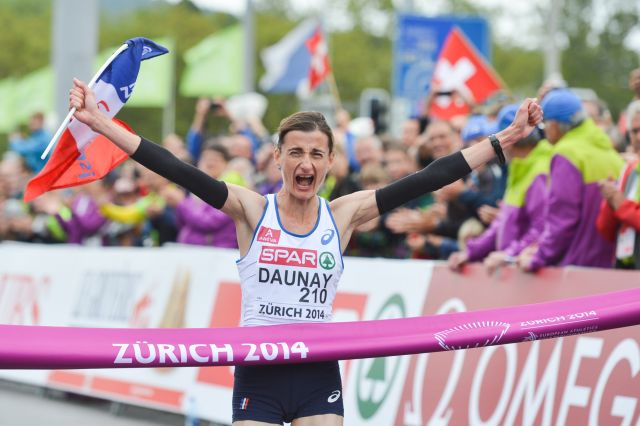
Die Siegerin Christelle Daunay beim Zieleinlauf

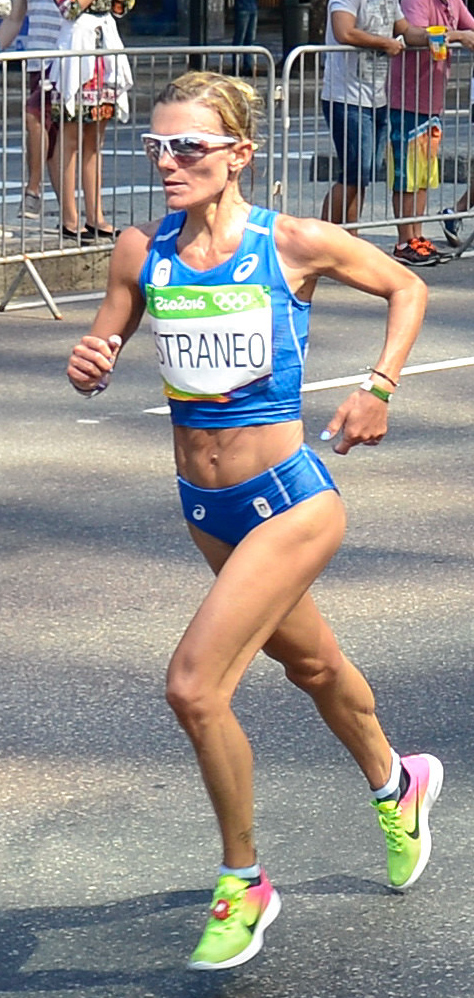
Vizeeuropameisterin Valeria Straneo

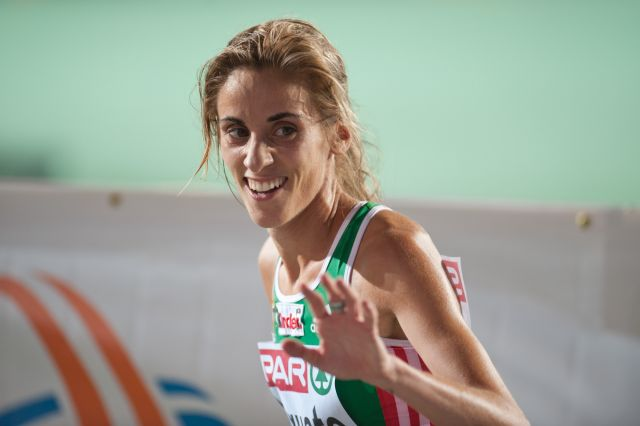
Bronzemedaillengewinnerin Jéssica Augusto

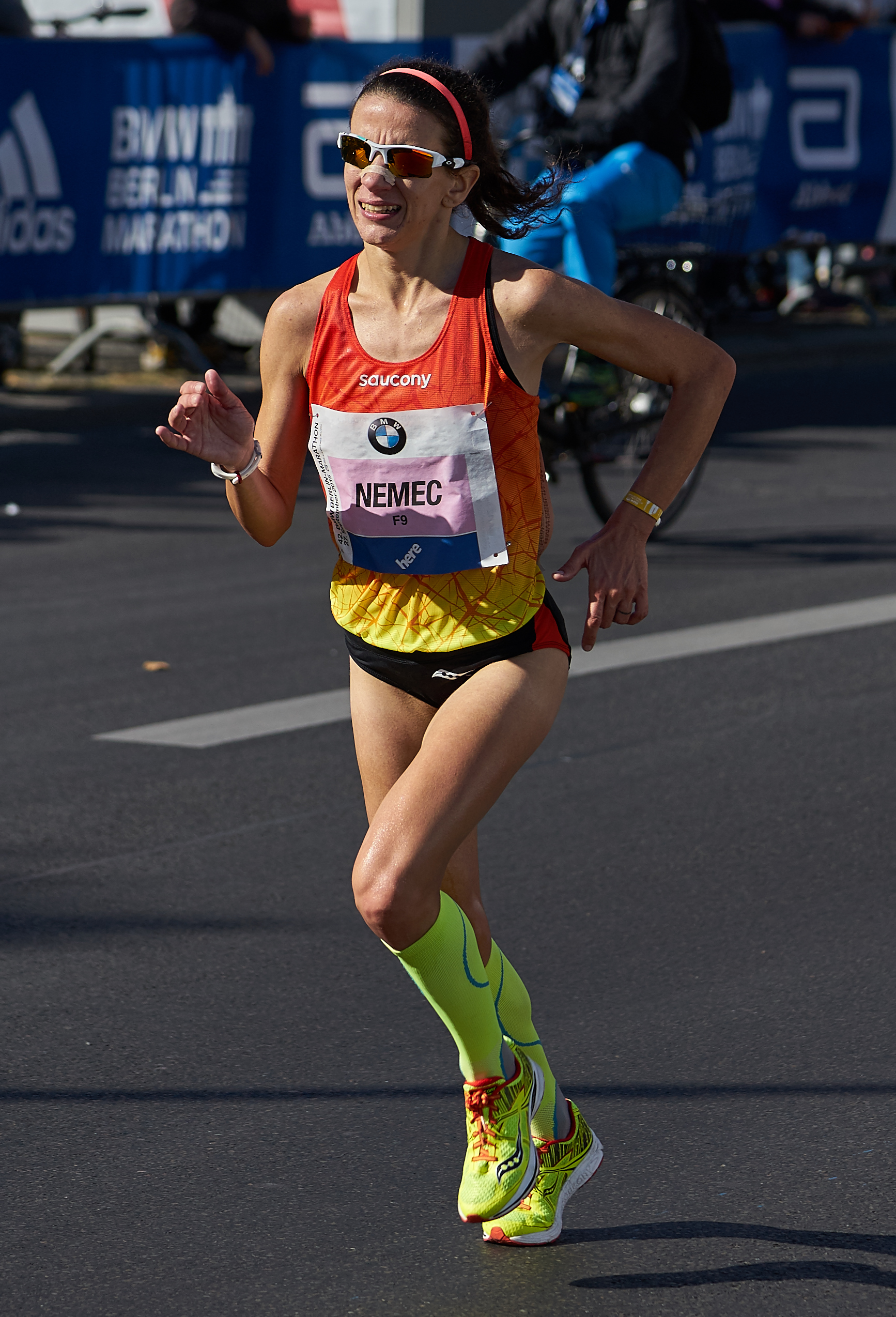
Lisa Christina Nemec – Platz vier

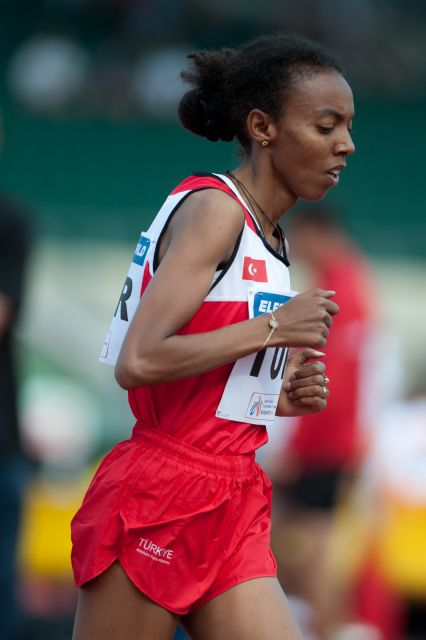
Elvan Abeylegesse – Platz fünf

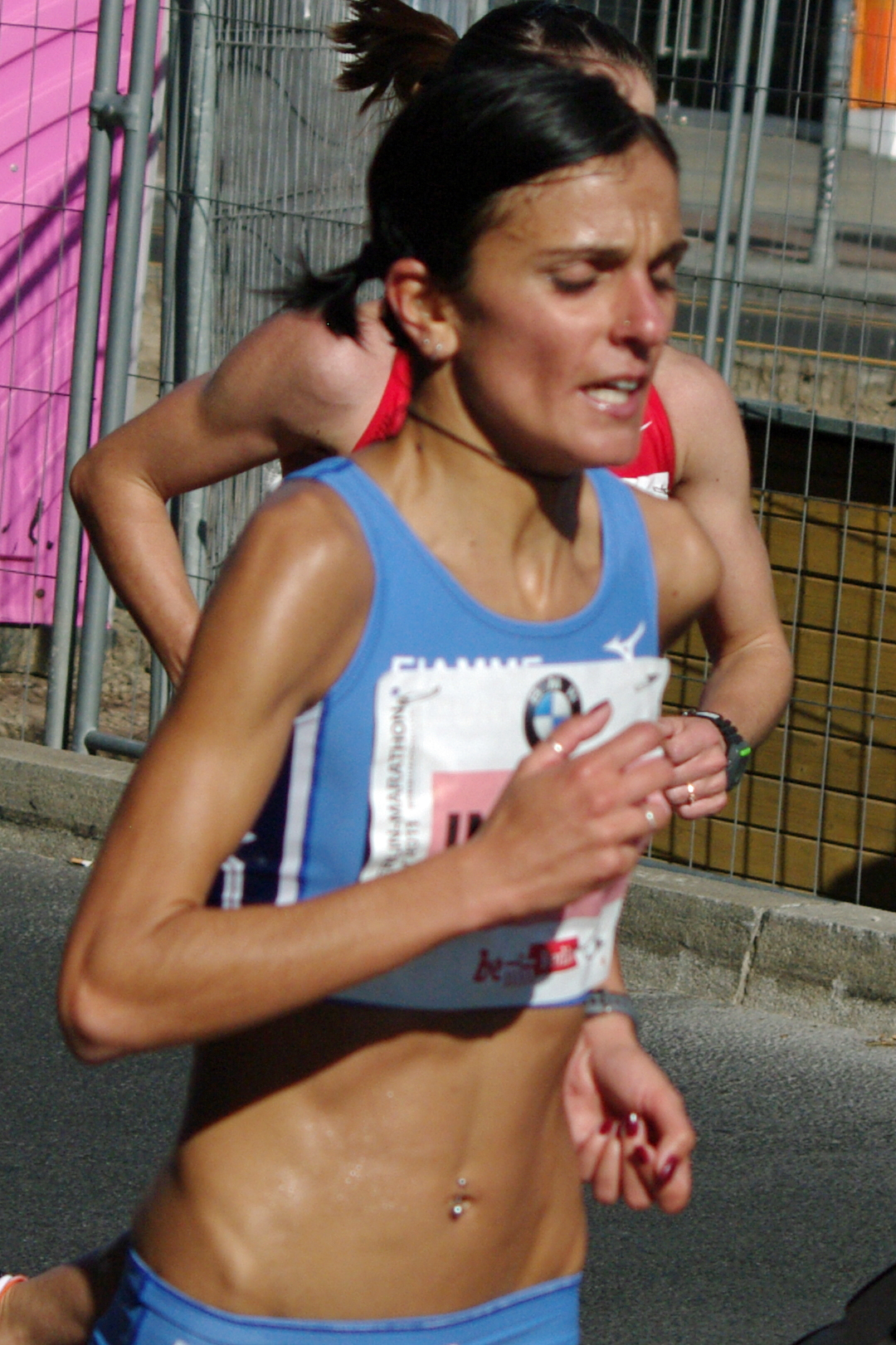
Anna Incerti – Platz sechs

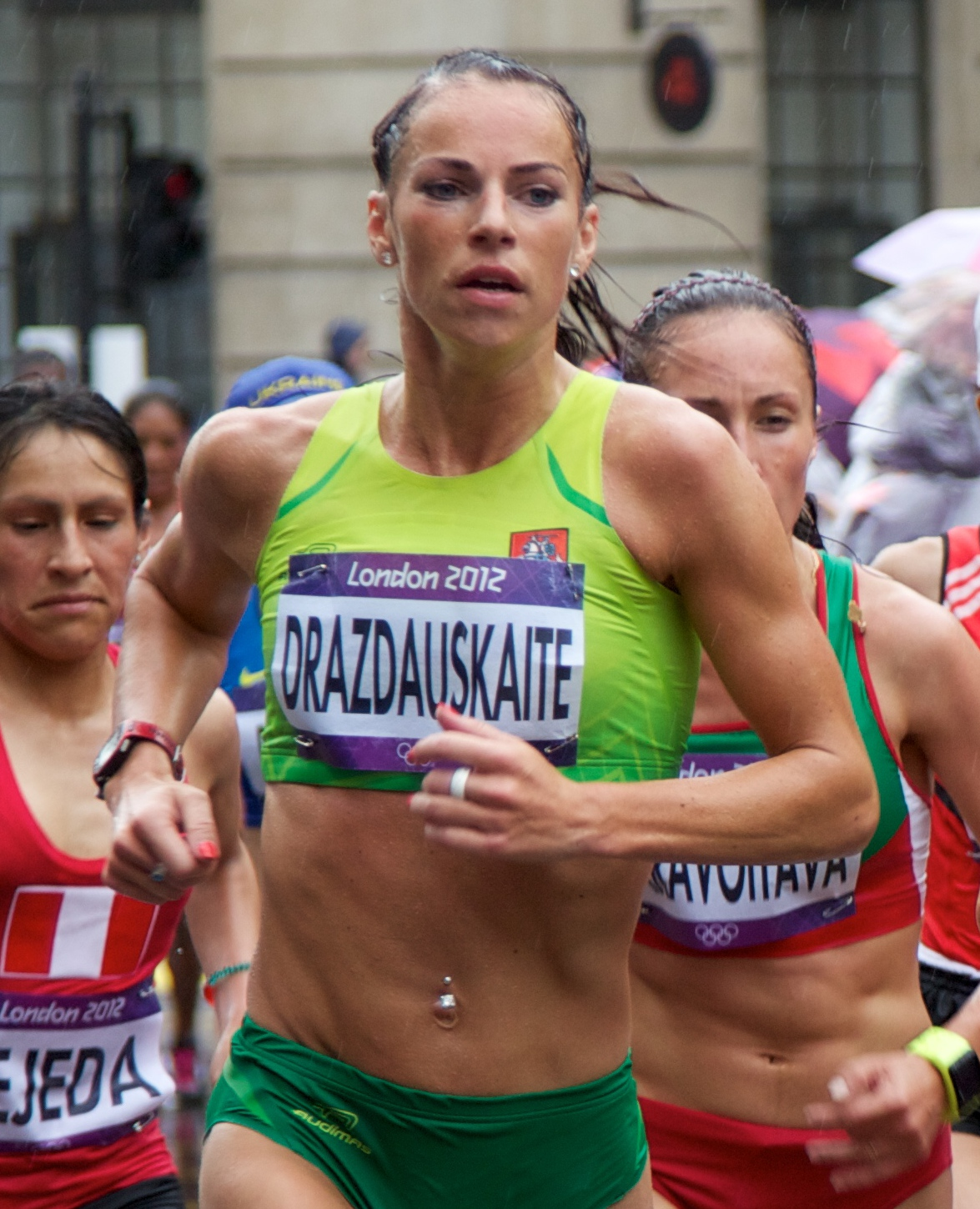
Rasa Drazdauskaitė – Platz sieben

48 der gestarteten 53 Läuferinnen erreichten das Ziel.
16. August 2014, 9:00 Uhr
| Platz | Athletin                   | Land        | Zeit (h)   |
| ----- | -------------------------- | ----------- | ---------- |
|       | Christelle Daunay          | Frankreich  | 2:25:14 CR |
|       | Valeria Straneo            | Italien     | 2:25:27    |
|       | Jéssica Augusto            | Portugal    | 2:25:41    |
| 04    | Lisa Christina Nemec       | Kroatien    | 2:28:36    |
| 05    | Elvan Abeylegesse          | Türkei      | 2:29:46    |
| 06    | Anna Incerti               | Italien     | 2:29:58    |
| 07    | Rasa Drazdauskaitė         | Litauen     | 2:30:32    |
| 08    | Jessica Draskau-Petersson  | Dänemark    | 2:30:53    |
| 09    | Maja Neuenschwander        | Schweiz     | 2:31:08    |
| 10    | Fionnuala Britton          | Irland      | 2:31:46    |
| 11    | Natalja Putschkowa         | Russland    | 2:32:22    |
| 12    | Nadia Ejjafini             | Italien     | 2:32:34    |
| 13    | Andrea Deelstra            | Niederlande | 2:32:39    |
| 14    | Emma Quaglia               | Italien     | 2:32:45    |
| 15    | Filomena Costa             | Portugal    | 2:32:50    |
| 16    | Deborah Toniolo            | Italien     | 2:33:02    |
| 17    | Albina Majorowa            | Russland    | 2:33:45    |
| 18    | Maryna Damanzewitsch       | Belarus     | 2:33:57    |
| 19    | Miranda Boonstra           | Niederlande | 2:34:29    |
| 20    | Marisa Barros              | Portugal    | 2:34:35    |
| 21    | Remalda Kergytė            | Litauen     | 2:35:13    |
| 22    | Mona Stockhecke            | Deutschland | 2:35:44    |
| 23    | Gulnara Wygowskaja         | Russland    | 2:35:56    |
| 24    | Nicola Spirig              | Schweiz     | 2:37:12    |
| 25    | Tetjana Wernyhor           | Ukraine     | 2:38:01    |
| 26    | Patricia Morceli Bühler    | Schweiz     | 2:38:41    |
| 27    | Živilė Balčiūnaitė         | Litauen     | 2:39:53    |
| 28    | Katharina Heinig           | Deutschland | 2:40:11    |
| 29    | Liina Luik                 | Estland     | 2:41:48    |
| 30    | Annelie Johansson          | Schweden    | 2:42:04    |
| 31    | Nilay Esen                 | Türkei      | 2:42:05    |
| 32    | Frida Lunden               | Schweden    | 2:42:18    |
| 33    | Martina Strähl             | Schweiz     | 2:42:21    |
| 34    | Charlotte Karlsson         | Schweden    | 2:42:29    |
| 35    | Nadeschda Leontjewa        | Russland    | 2:42:41    |
| 36    | Sarah Mulligan             | Irland      | 2:42:43    |
| 37    | Stefanie Bouma             | Niederlande | 2:42:47    |
| 38    | Lena Eliasson              | Schweden    | 2:43:12    |
| 39    | Ursula Spielmann-Jeitziner | Schweiz     | 2:43:20    |
| 40    | Rosaria Console            | Italien     | 2:43:40    |
| 41    | Barbara Sanchez            | Irland      | 2:43:59    |
| 42    | Hanna Lindholm             | Schweden    | 2:44:05    |
| 43    | Leila Luik                 | Estland     | 2:45:59    |
| 44    | Magali Di Marco            | Schweiz     | 2:46:53    |
| 45    | Bahar Doğan                | Türkei      | 2:47:11    |
| 46    | Martha Komu                | Frankreich  | 2:47:34    |
| 47    | Lily Luik                  | Estland     | 2:48:49    |
| 48    | Corinne Herbreteau-Cante   | Frankreich  | 3:02:49    |
| DNF   | Alessandra Aguilar         | Spanien     |            |
| DNF   | Sabrina Mockenhaupt        | Deutschland |            |
| DNF   | Doroteia Peixoto           | Portugal    |            |
| DNF   | Evelin Talts               | Estland     |            |
| DNF   | Ruth Van Der Meijden       | Niederlande |            |

## Ergebnis Marathon-Cup
| Platz | Land        | Athleten                                                                                                 | Zeit (h) |
| ----- | ----------- | --- | -------- |
| 1     | Italien     | Valeria Straneo (2. in 2:25:27) Anna Incerti (6. in 2:29:58) Nadia Ejjafini (12. in 2:32:34)             | 7:27:59  |
| 2     | Portugal    | Jéssica Augusto (3. in 2:25:41) Filomena Costa (15. in 2:32:50) Marisa Barros (20. in 2:34:35)           | 7:33:06  |
| 3     | Russland    | Natalja Putschkowa (11. in 2:32:22) Albina Majorowa (17. in 2:33:45) Gulnara Wygowskaja (23. in 2:35:56) | 7:42:03  |
| 4     | Litauen     | Rasa Drazgauskaite (2:30:32) Remalda Kergytė (2:35:13) Živilė Balčiūnaitė (2:39:53)                      | 7:45:38  |
| 5     | Schweiz     | Maja Neuenschwander (2:31:08) Nicola Spirig (2:37:12) Patricia Morceli Bühler (2:38:41)                  | 7:47:01  |
| 6     | Niederlande | Andrea Deelstra (2:32:39) Miranda Boonstra (2:34:29) Stefanie Bouma (2:42:47)                            | 7:49:55  |
| 7     | Irland      | Fionnuala Britton (2:31:46) Sarah Mulligan (2:42:43) Barbara Sanchez (2:43:59)                           | 7:58:28  |
| 8     | Türkei      | Elvan Abeylegesse (2:29:46) Nilay Esen (2:42:05) Bahar Doğan (2:47:11)                                   | 7:59:02  |

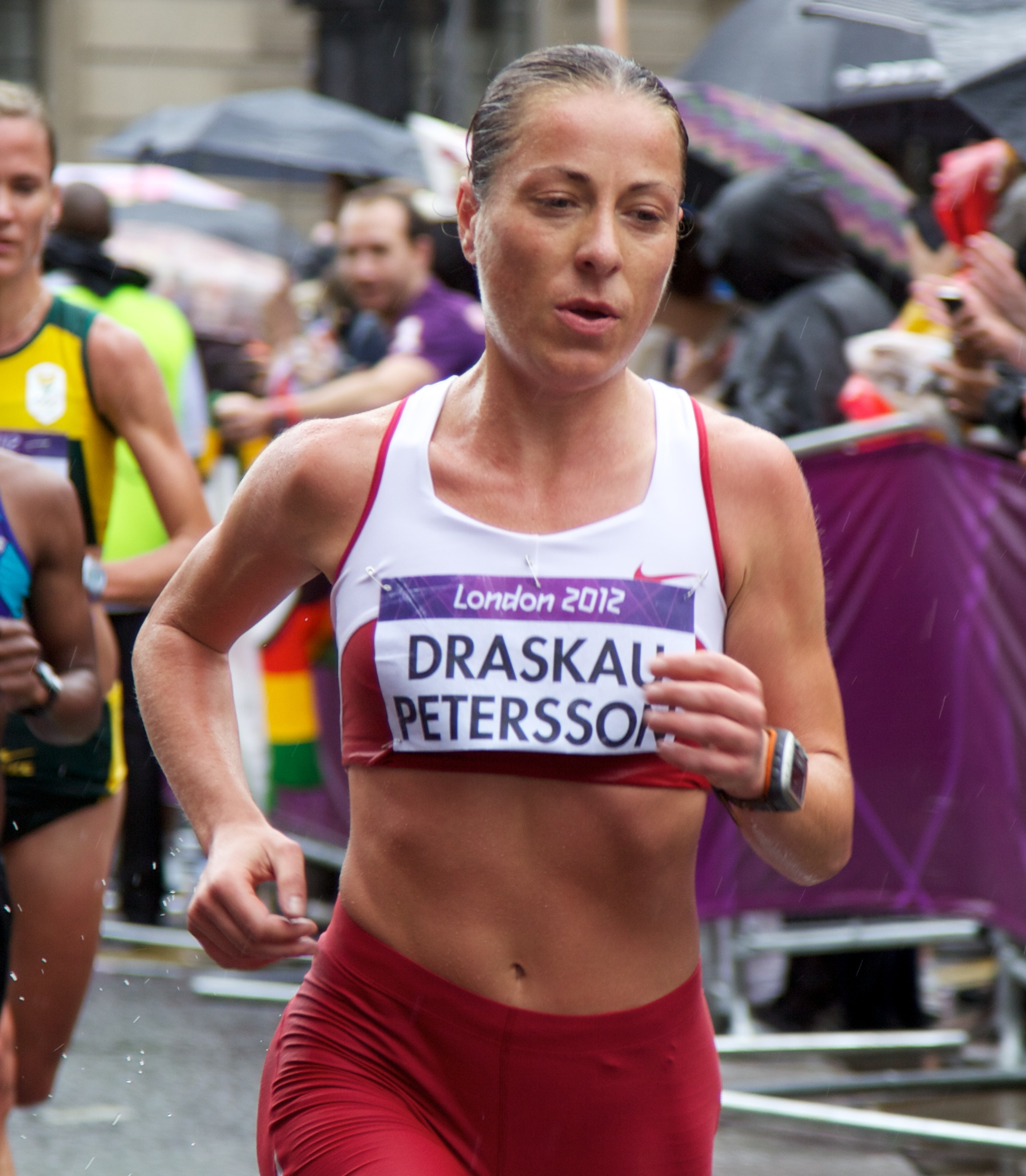
Jessica Draskau-Petersson – Platz acht
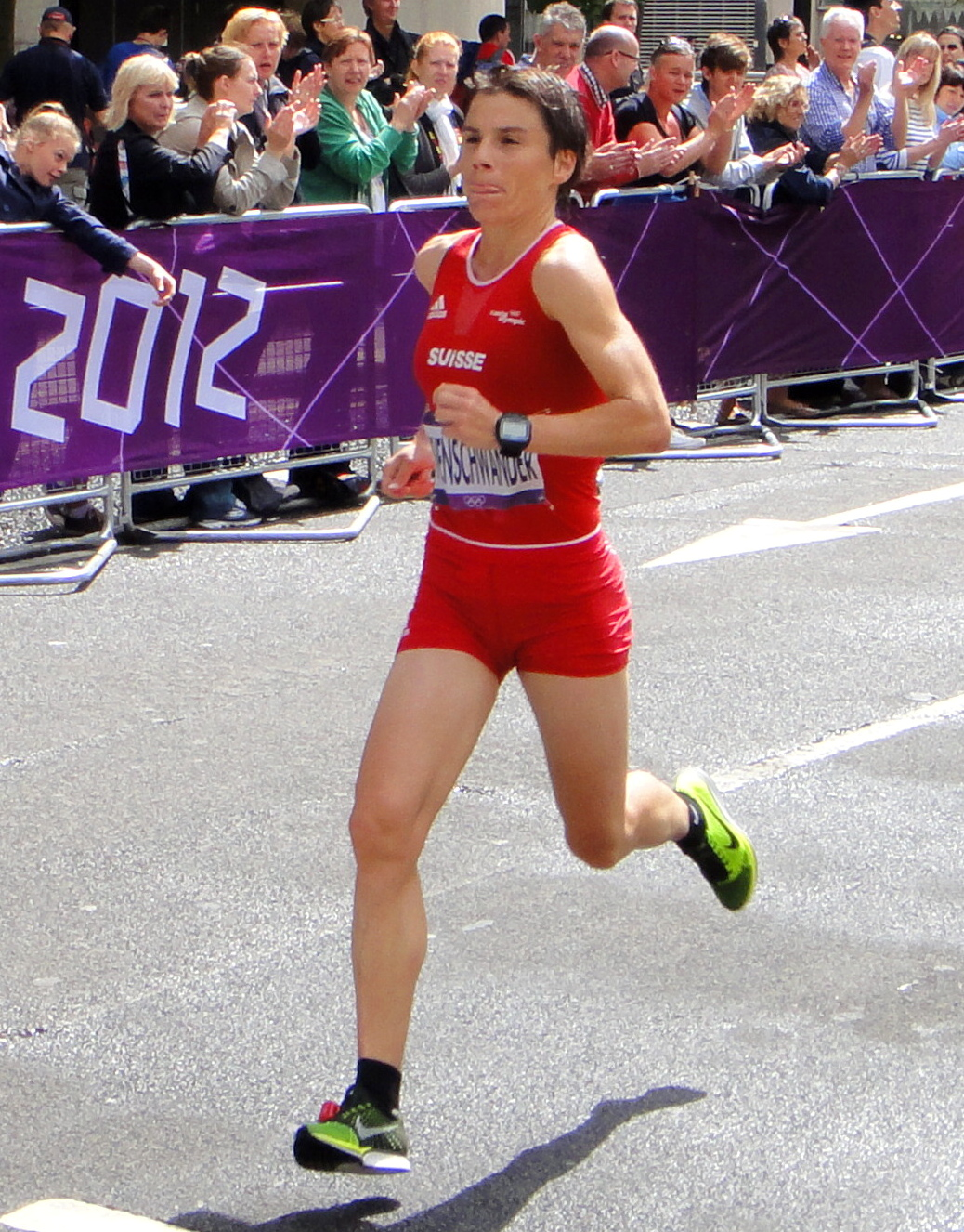
Maja Neuenschwander – Platz neun
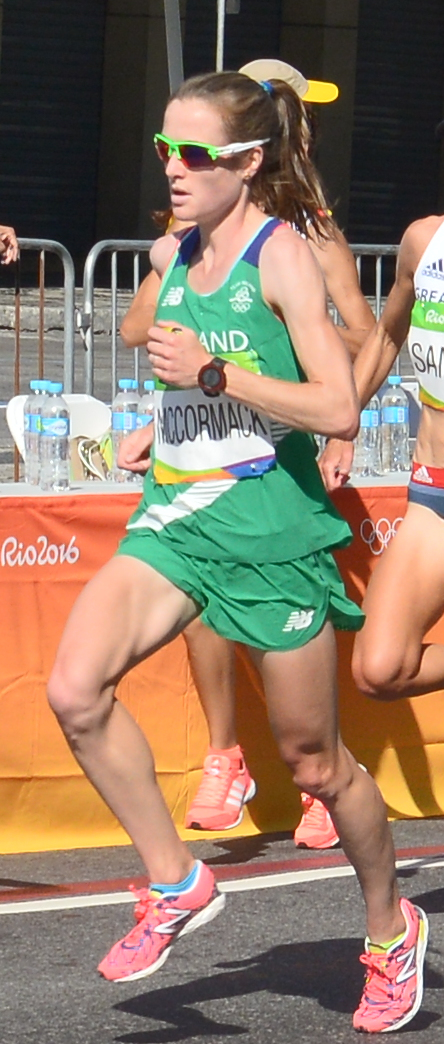
Fionnuala Britton – Platz zehn
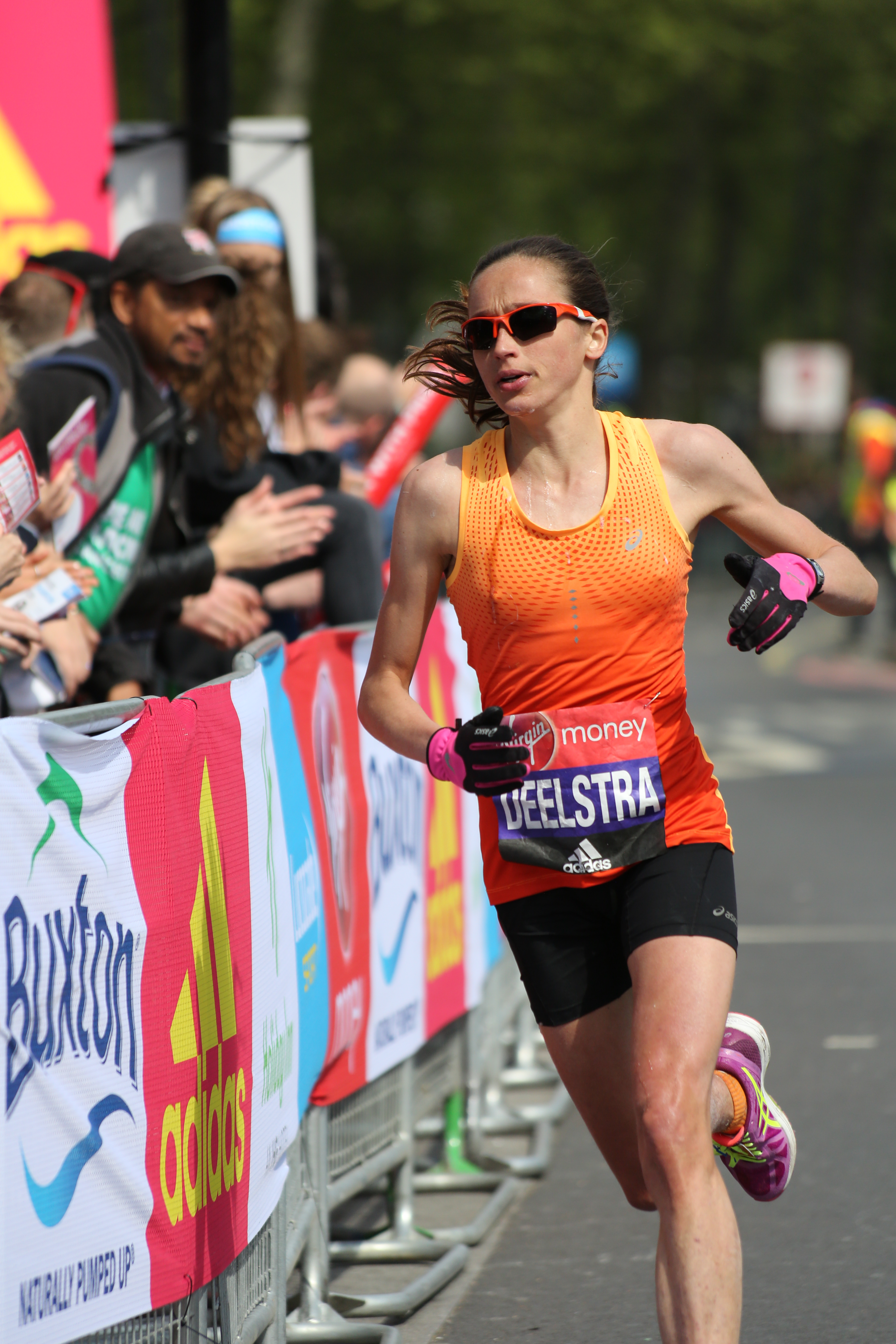
Andrea Deelstra – Platz dreizehn

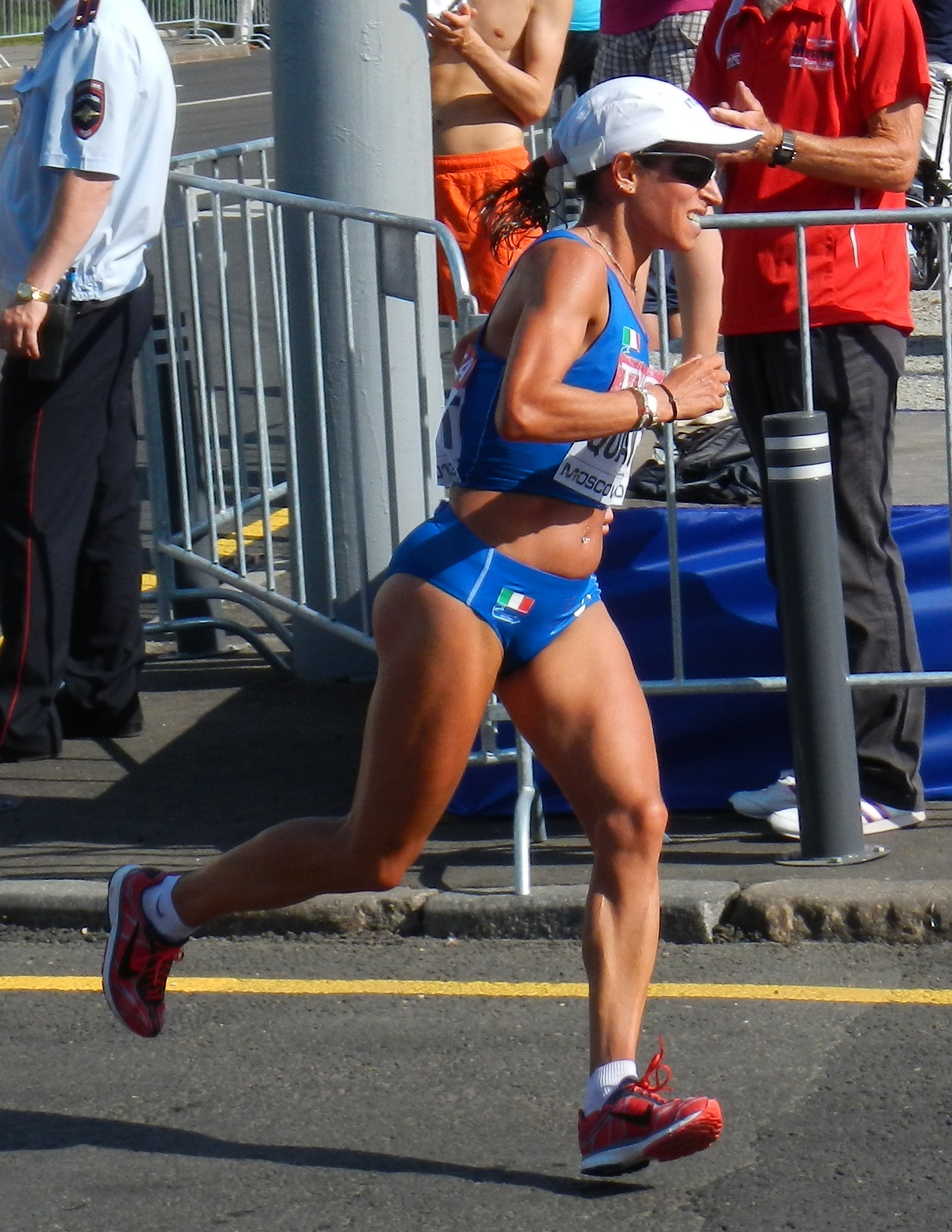
Emma Quaglia – Platz vierzehn
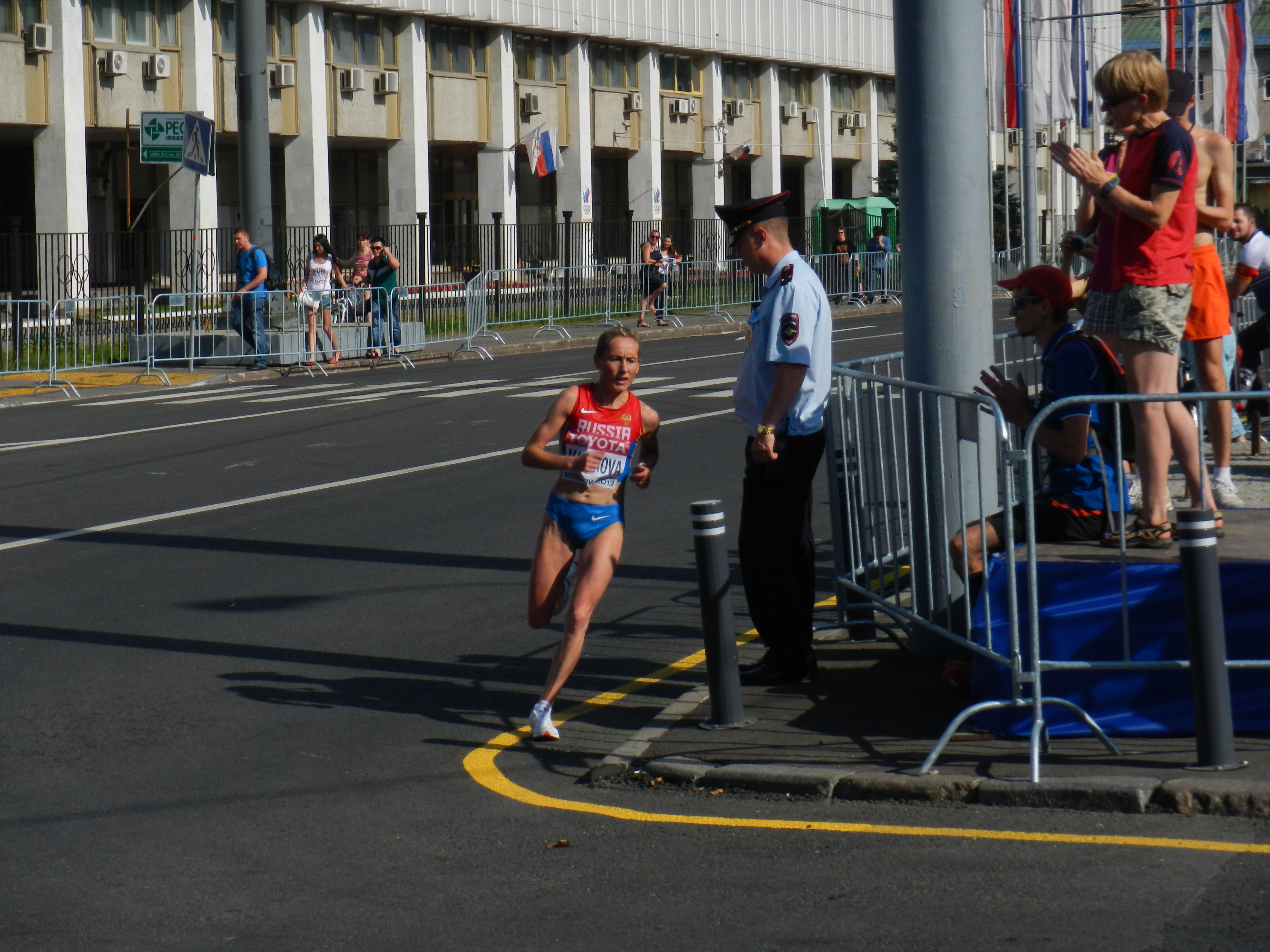
Albina Majorowa – Platz siebzehn
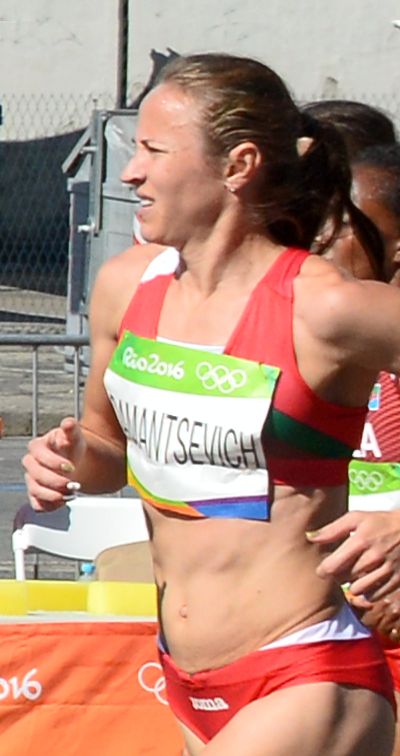
Maryna Damzewitsch – Platz achtzehn
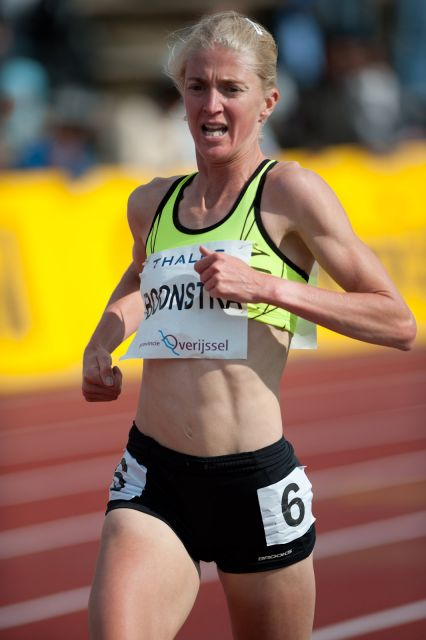
Miranda Boonstra – Platz neunzehn

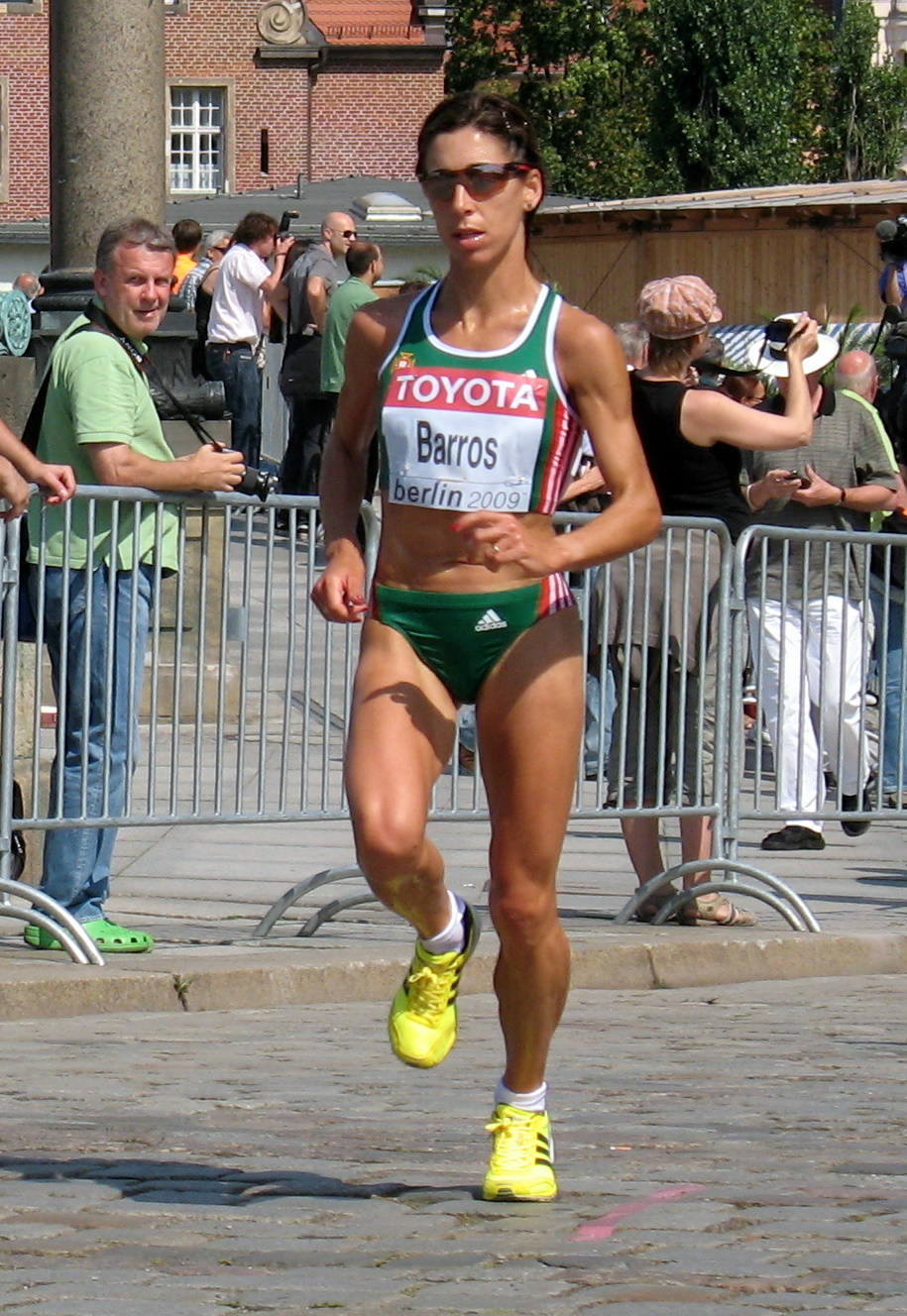
Marisa Barros – Platz zwanzig
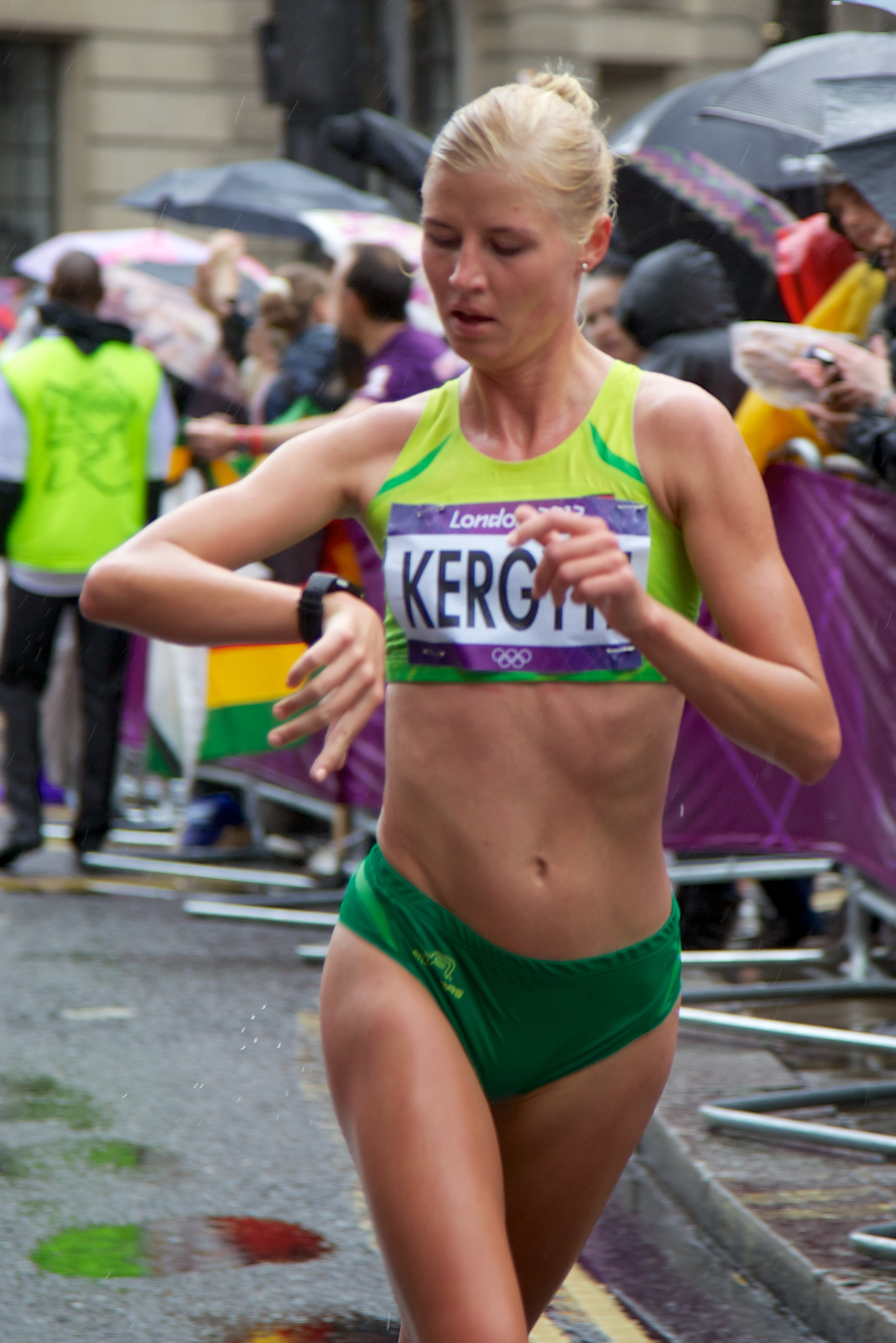
Remalda Kergytė – Platz 21
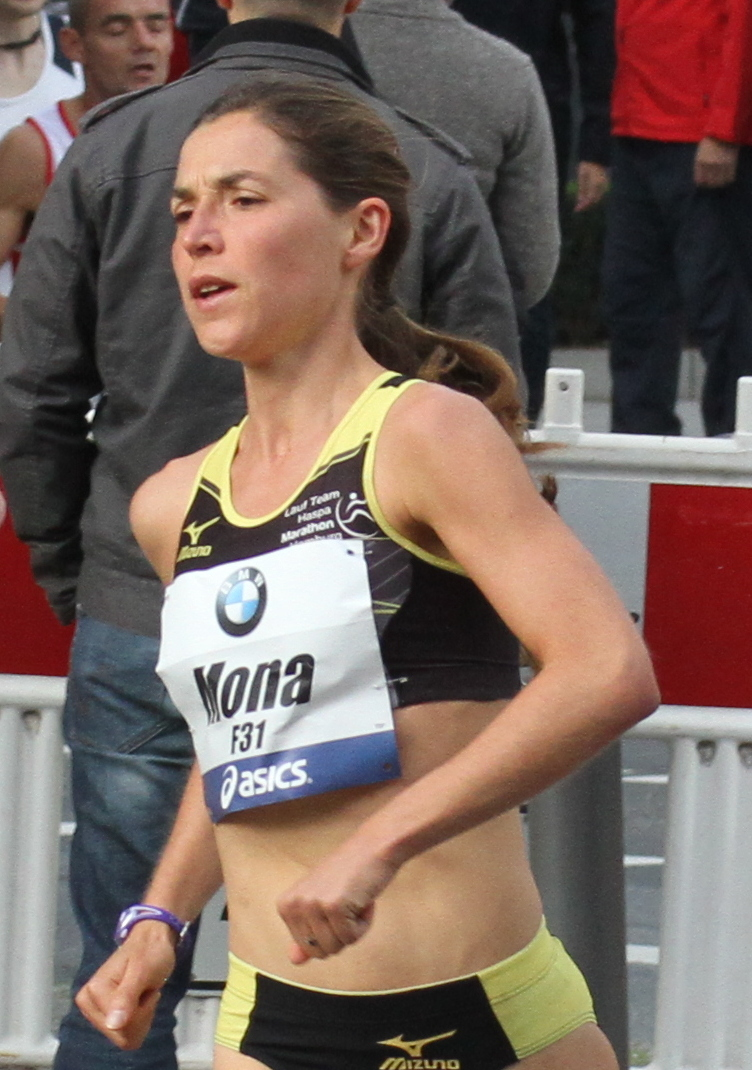
Mona Stockhecke – Platz 22
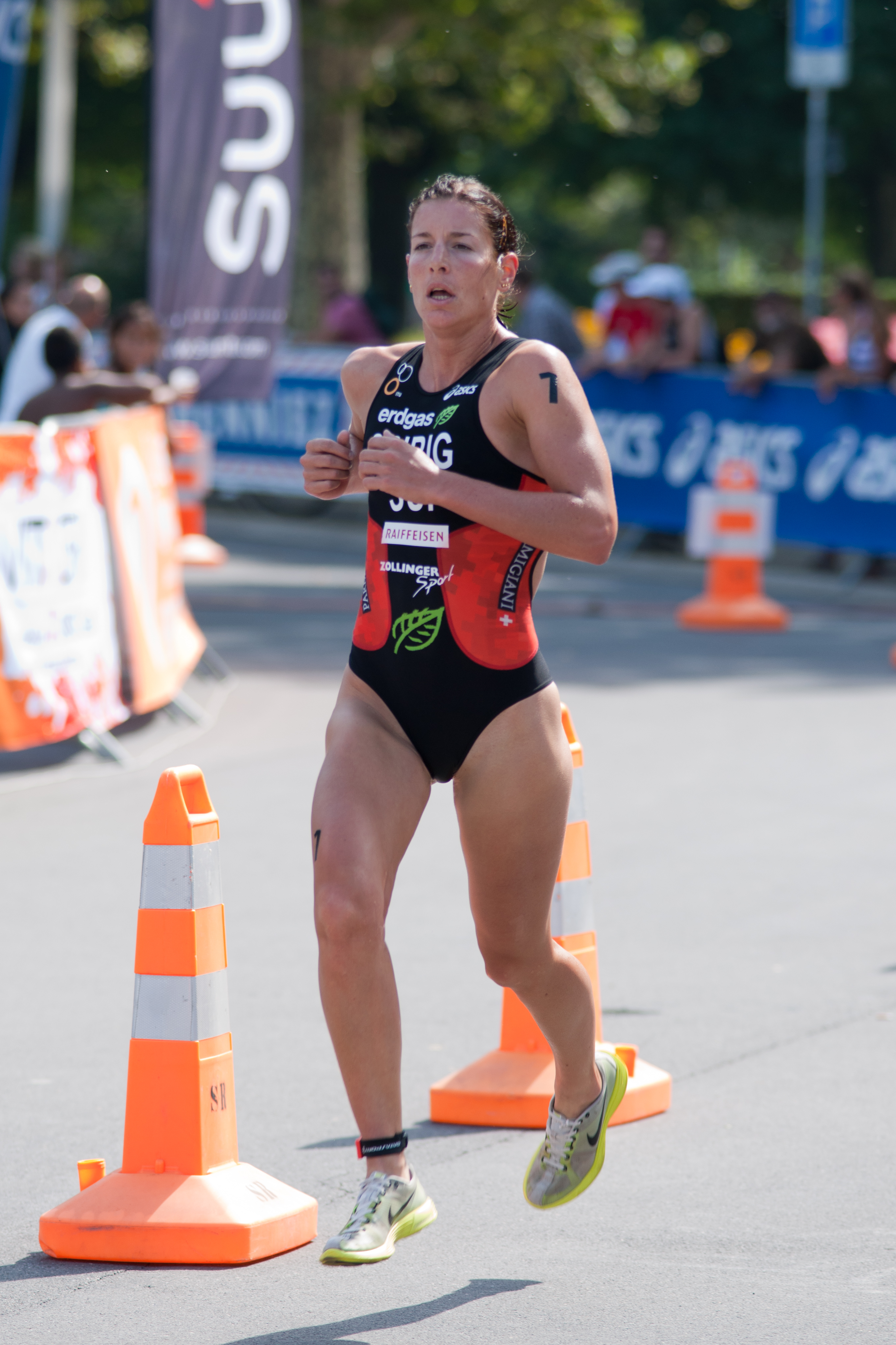
Nicola Spirig – Platz 24

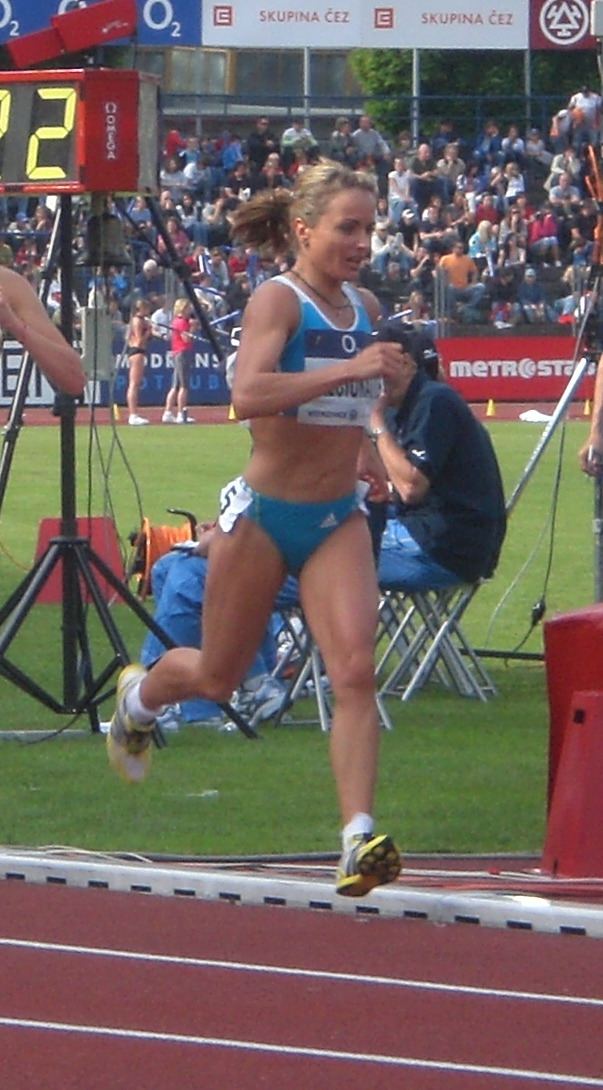
Živilė Balčiūnaitė – Platz 27
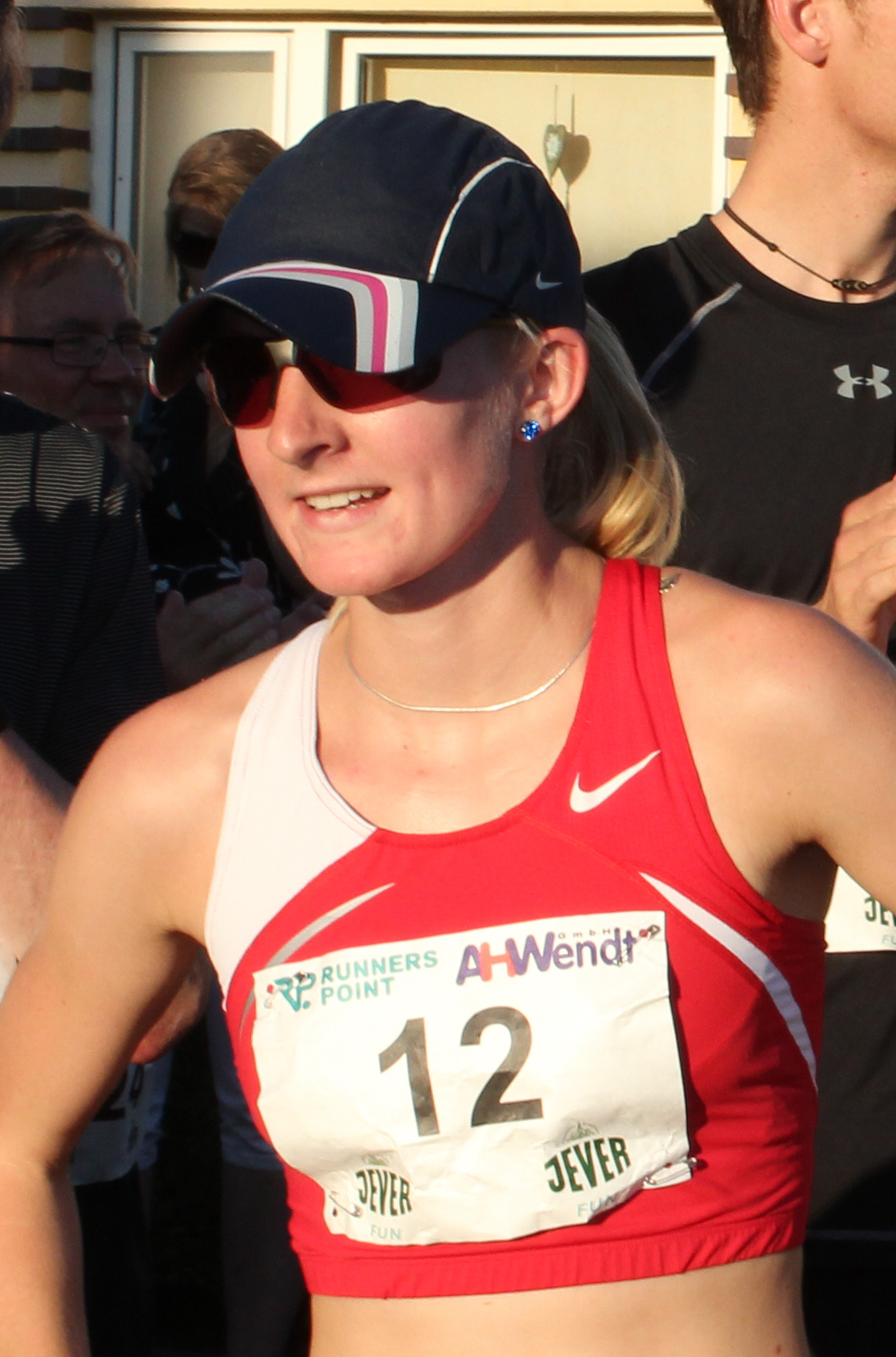
Katharina Heinig – Platz 28
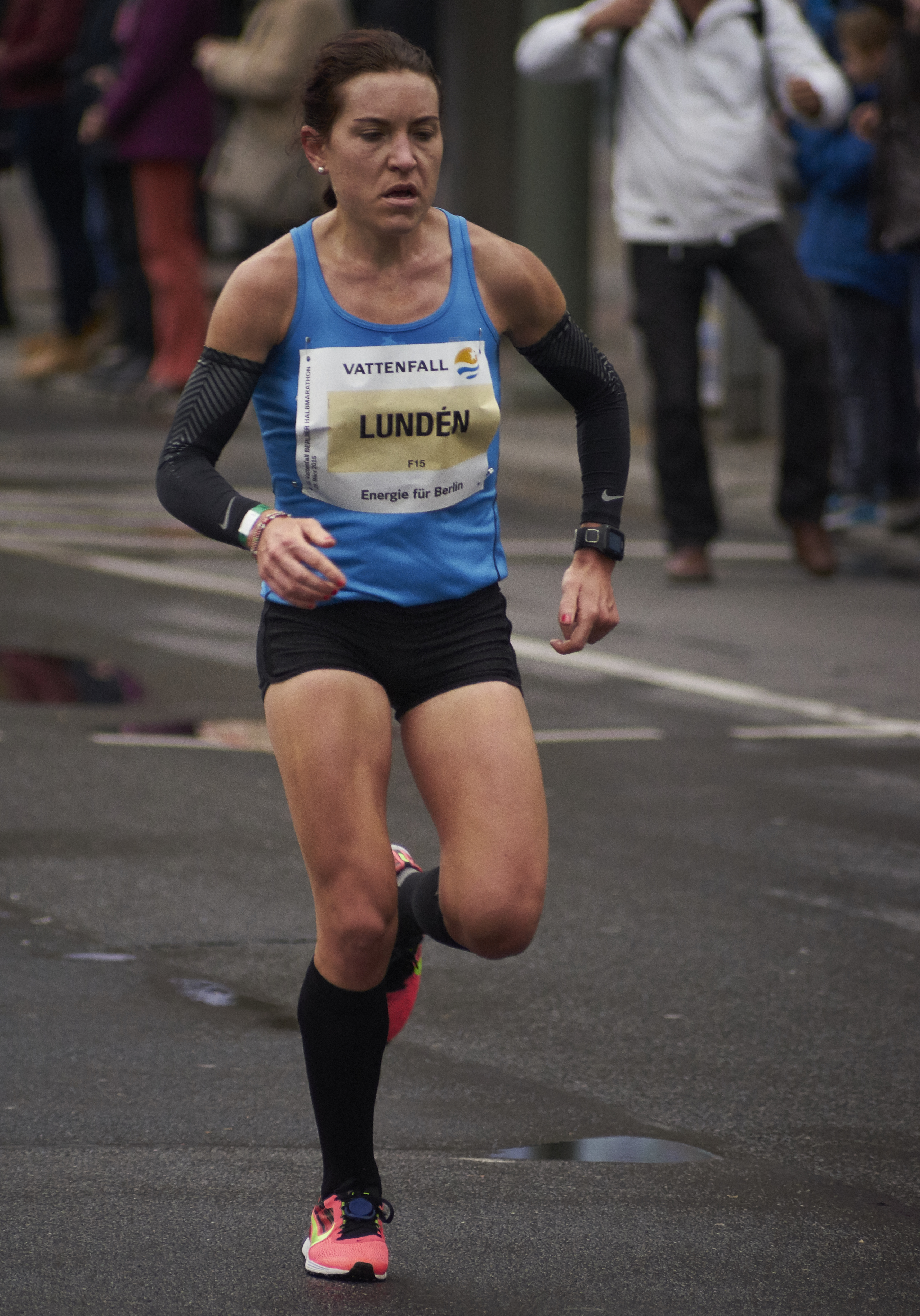
Frida Lunden – Platz 32
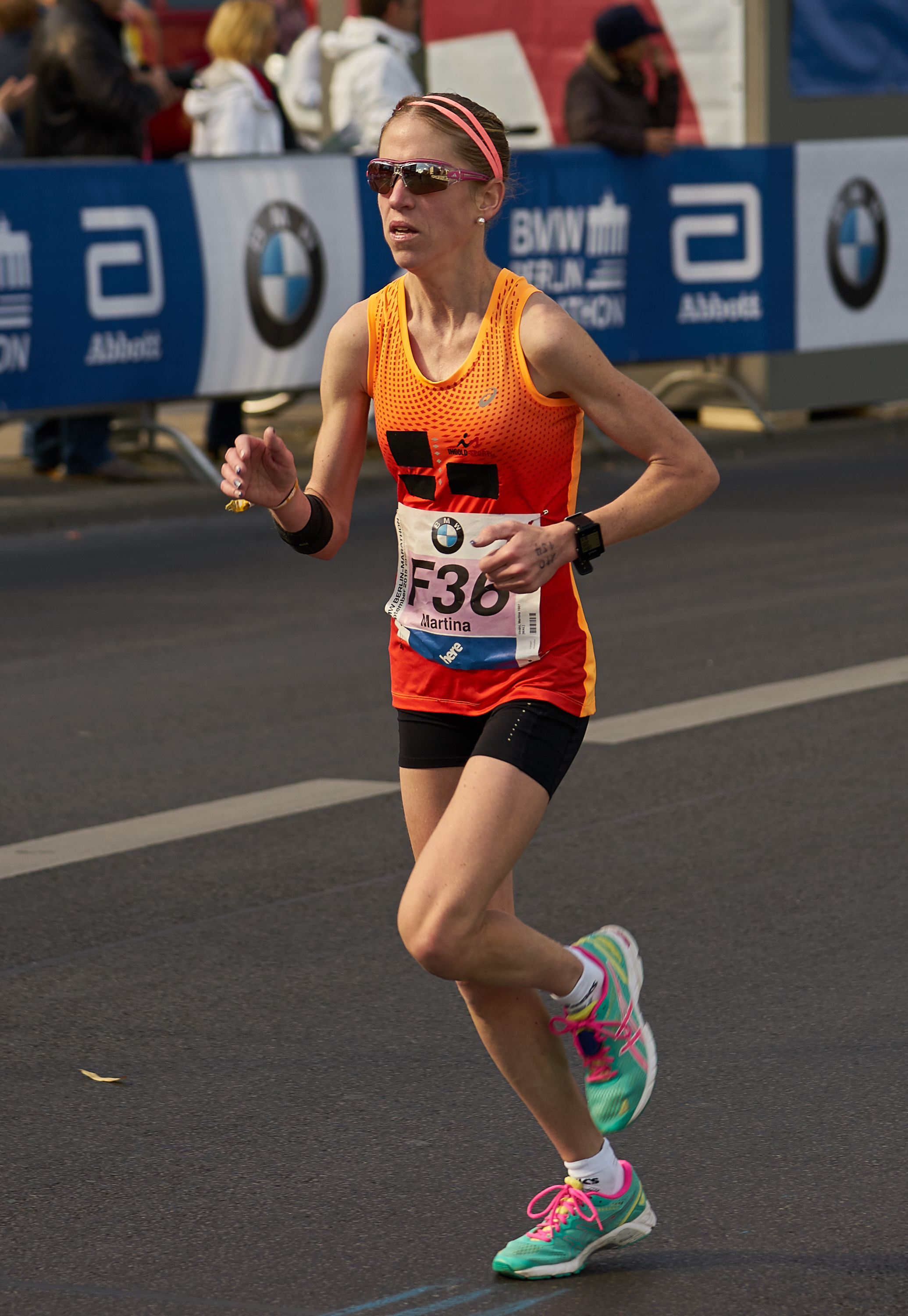
Martina Strähl – Platz 33

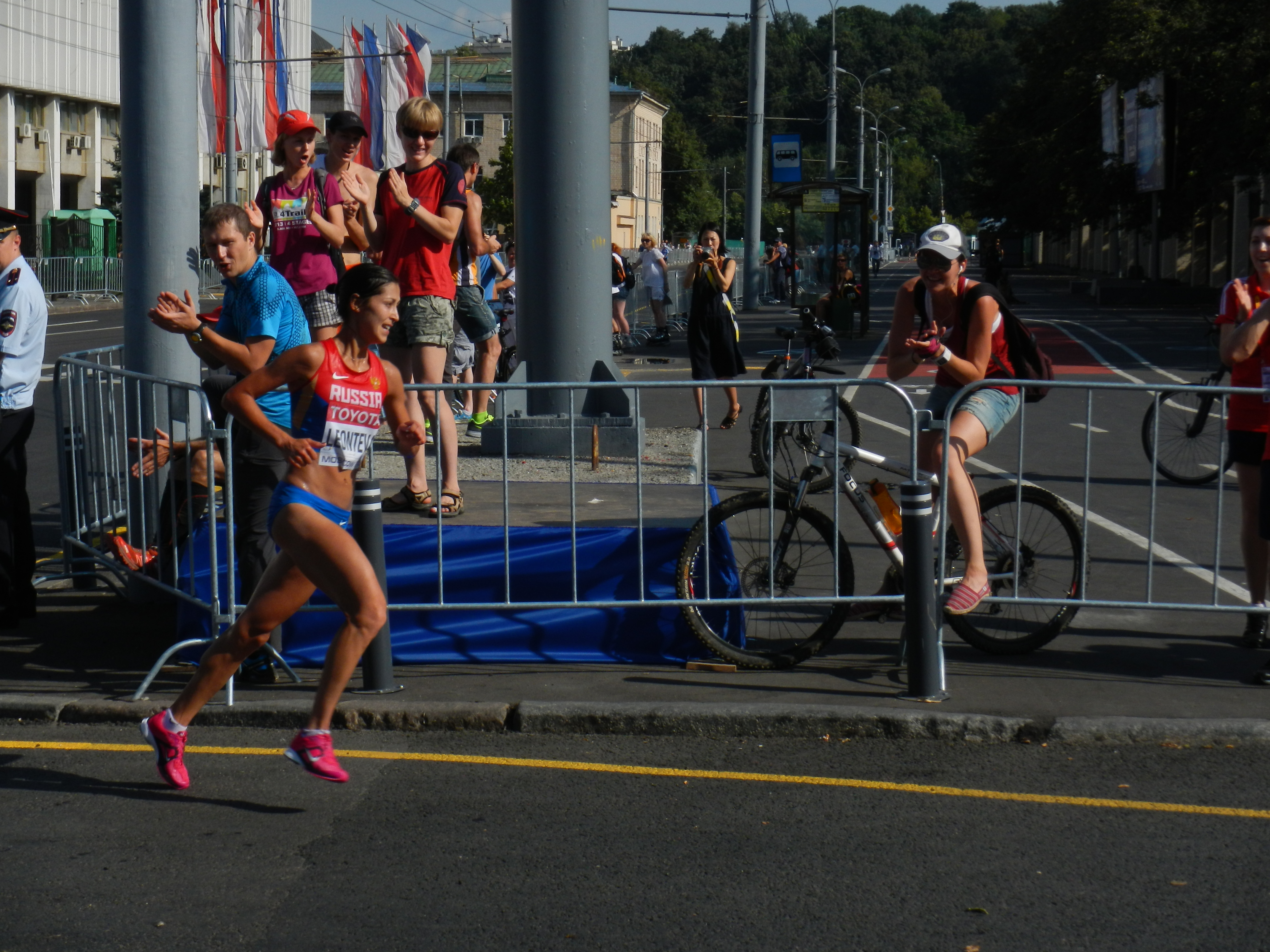
Nadeschda Leontjewa – Platz 35
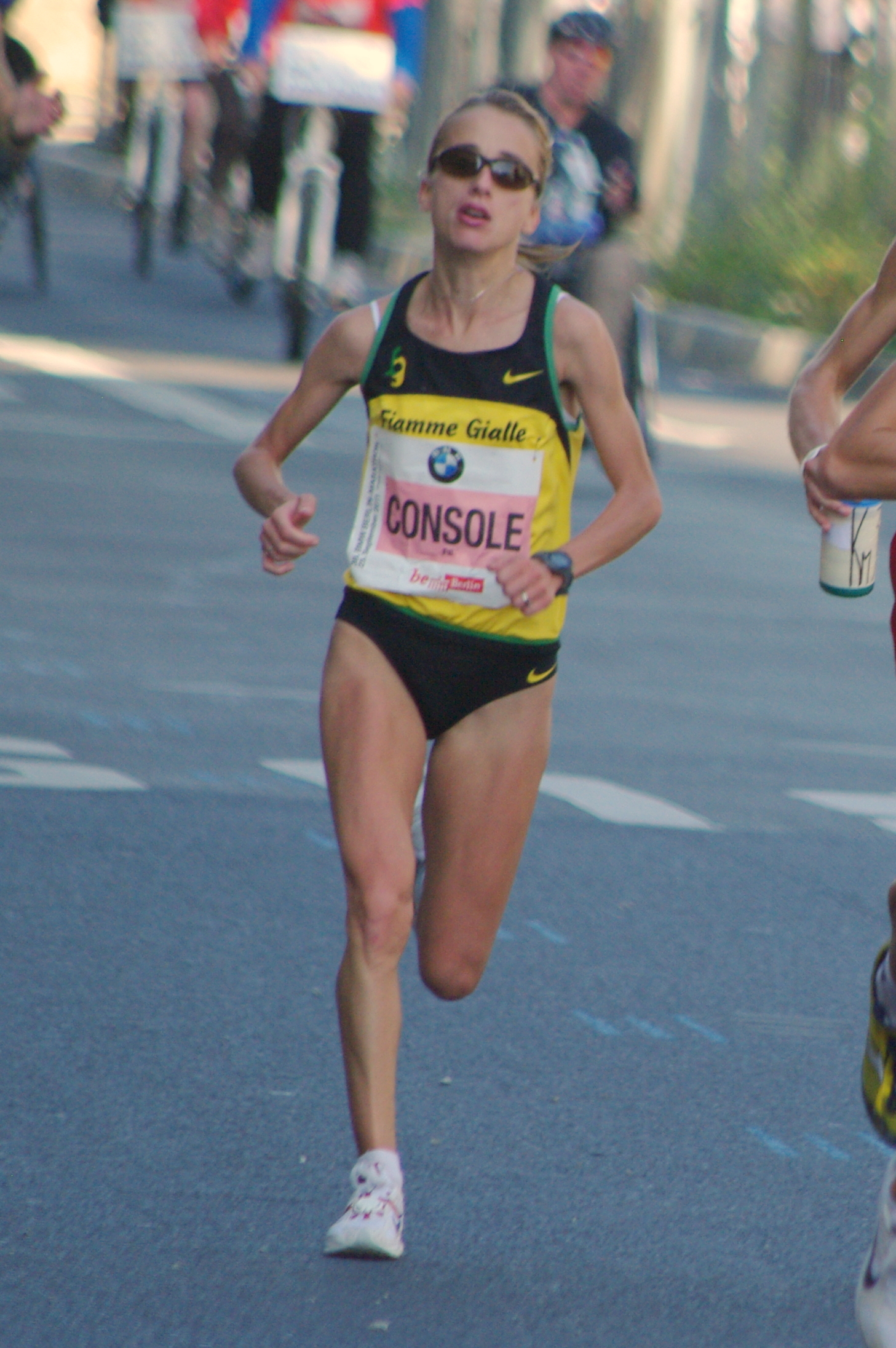
Rosario Console – Platz vierzig
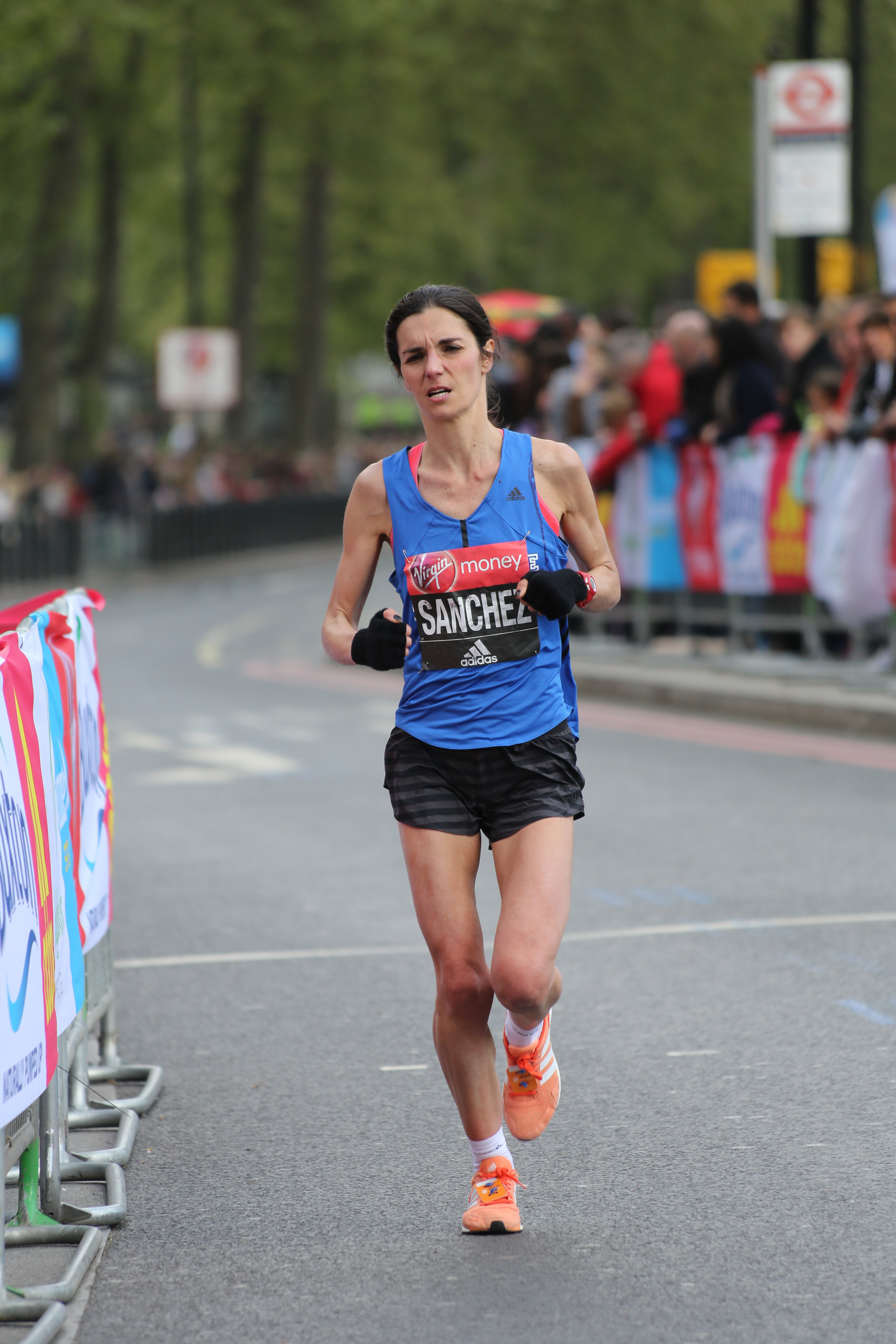
Barbara Sanchez – Platz 41
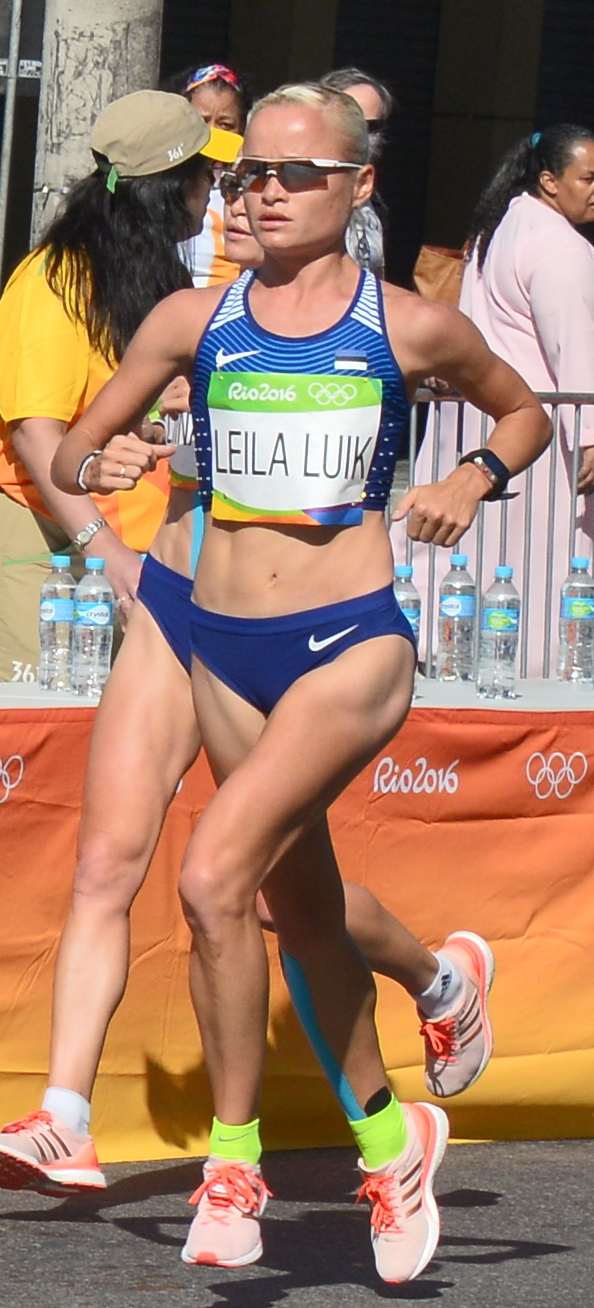
Leila Luik – Platz 43

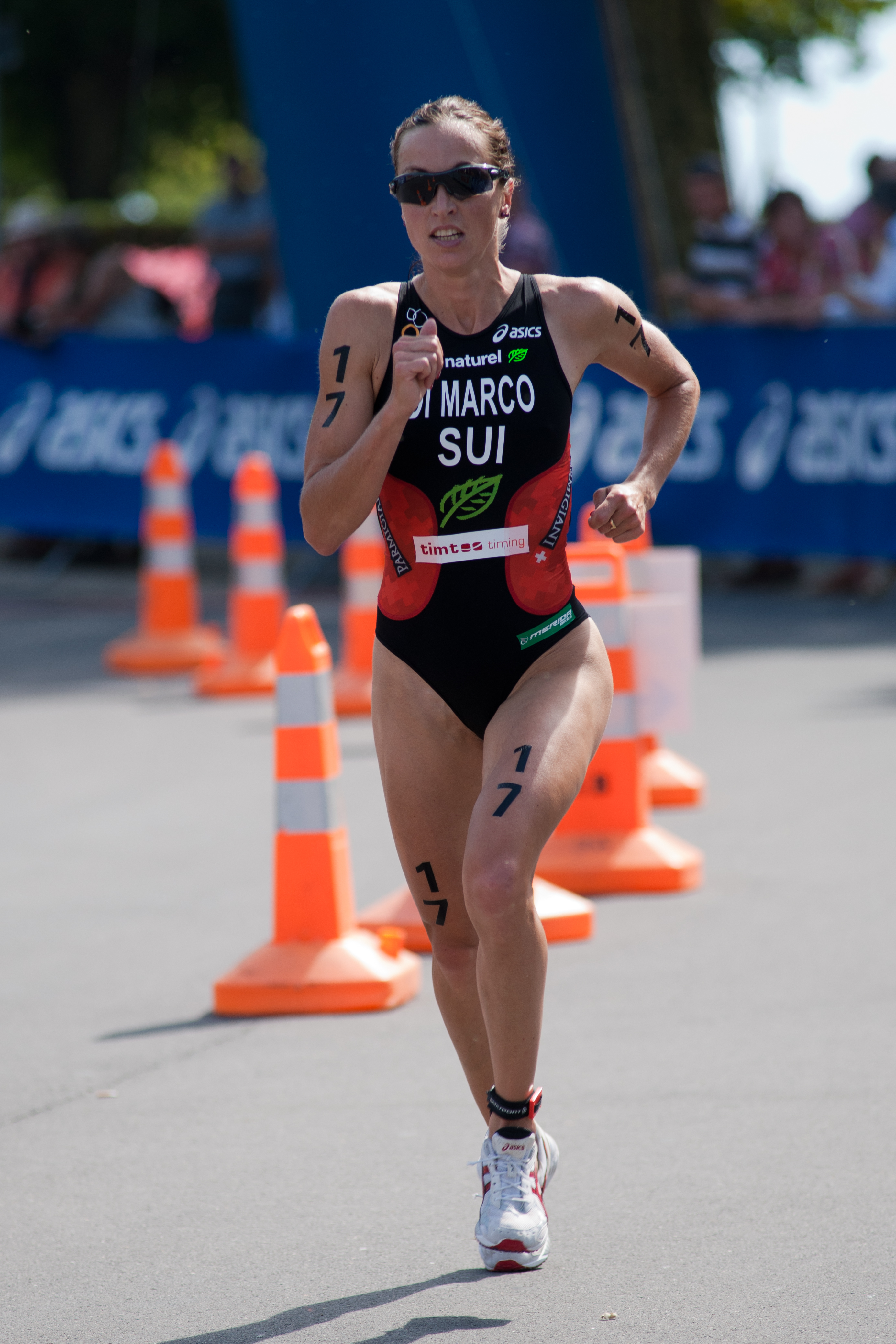
Magali Di Marco – Platz 44
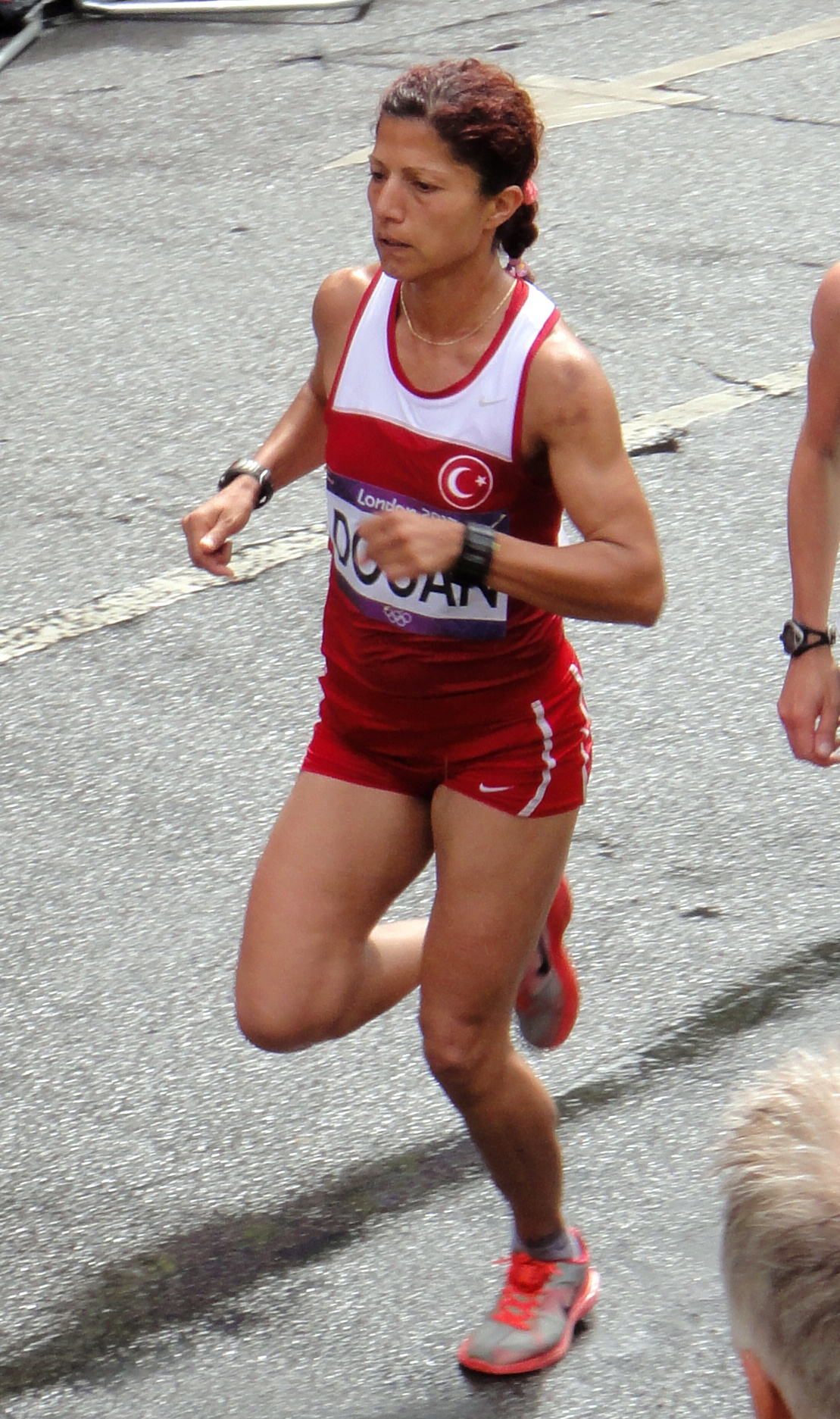
Bahar Doğan – Platz 45
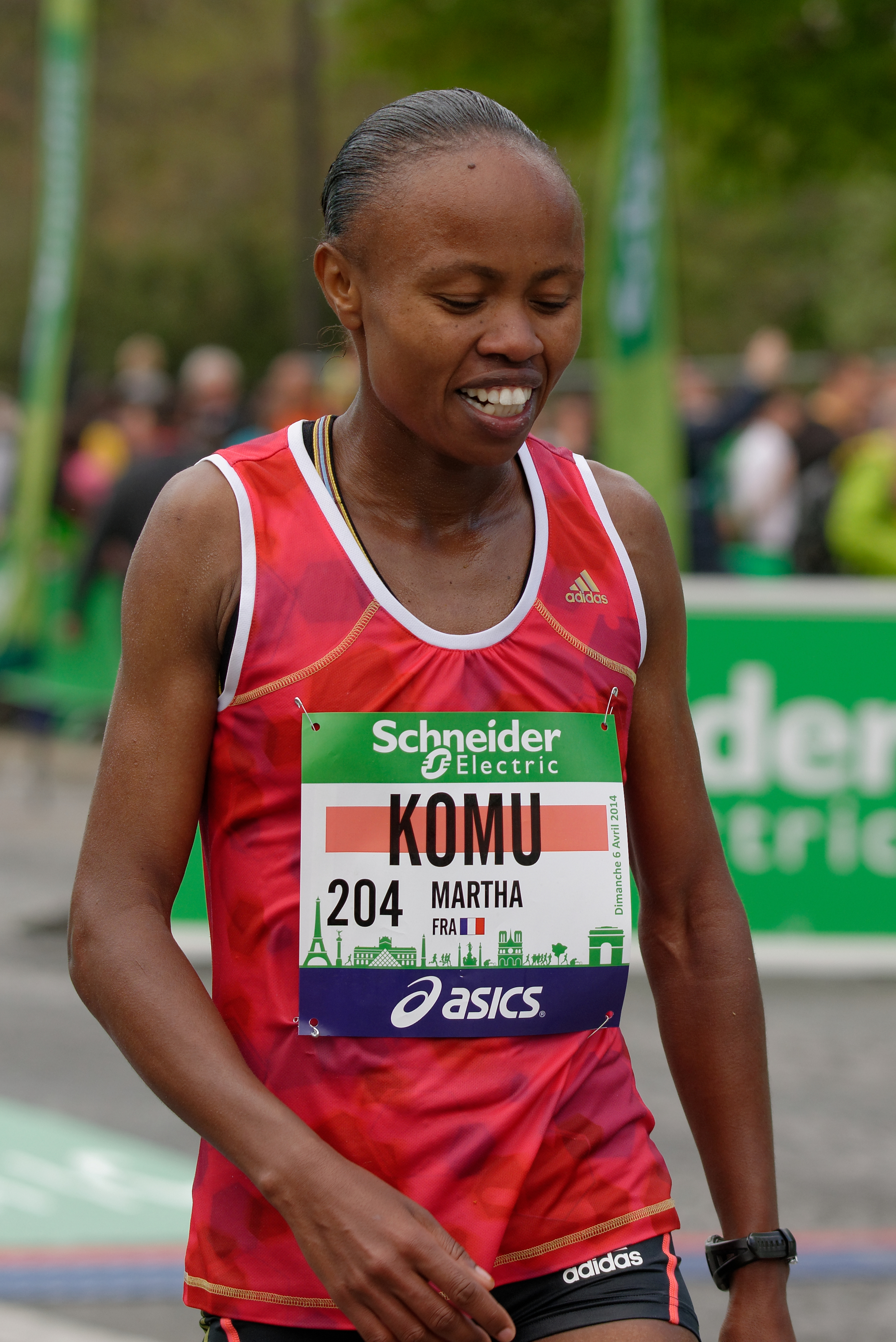
Martha Komu – Platz 46
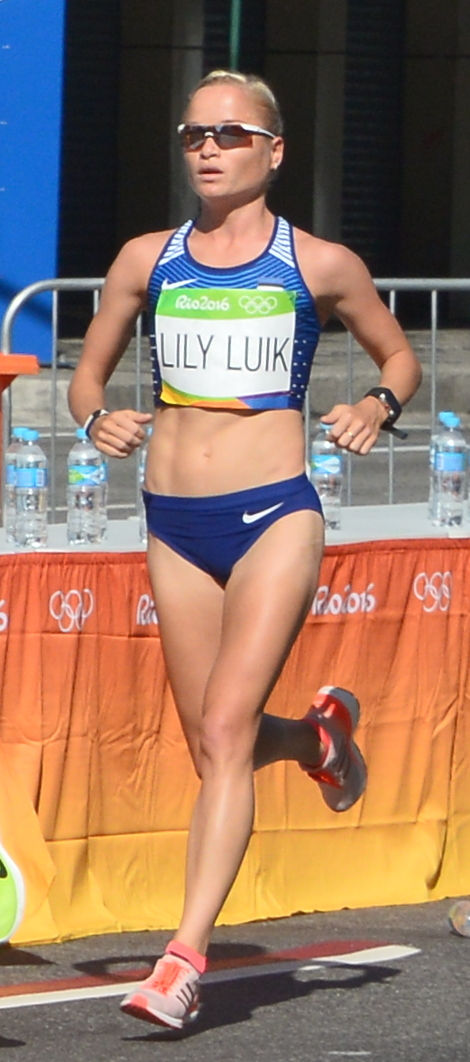
Lily Luik – Platz 47

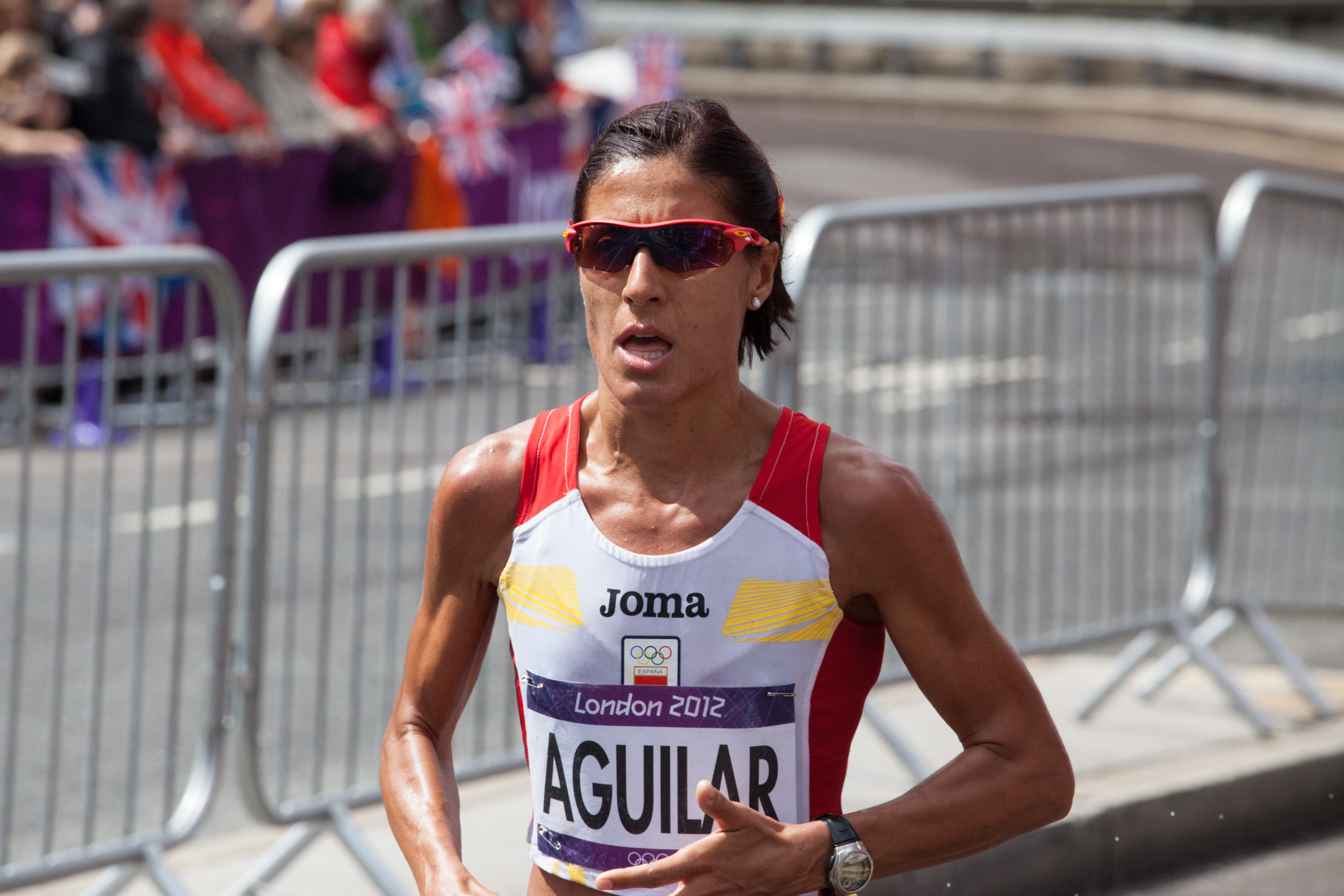
Alessandra Aguilar – Rennen nicht beendet
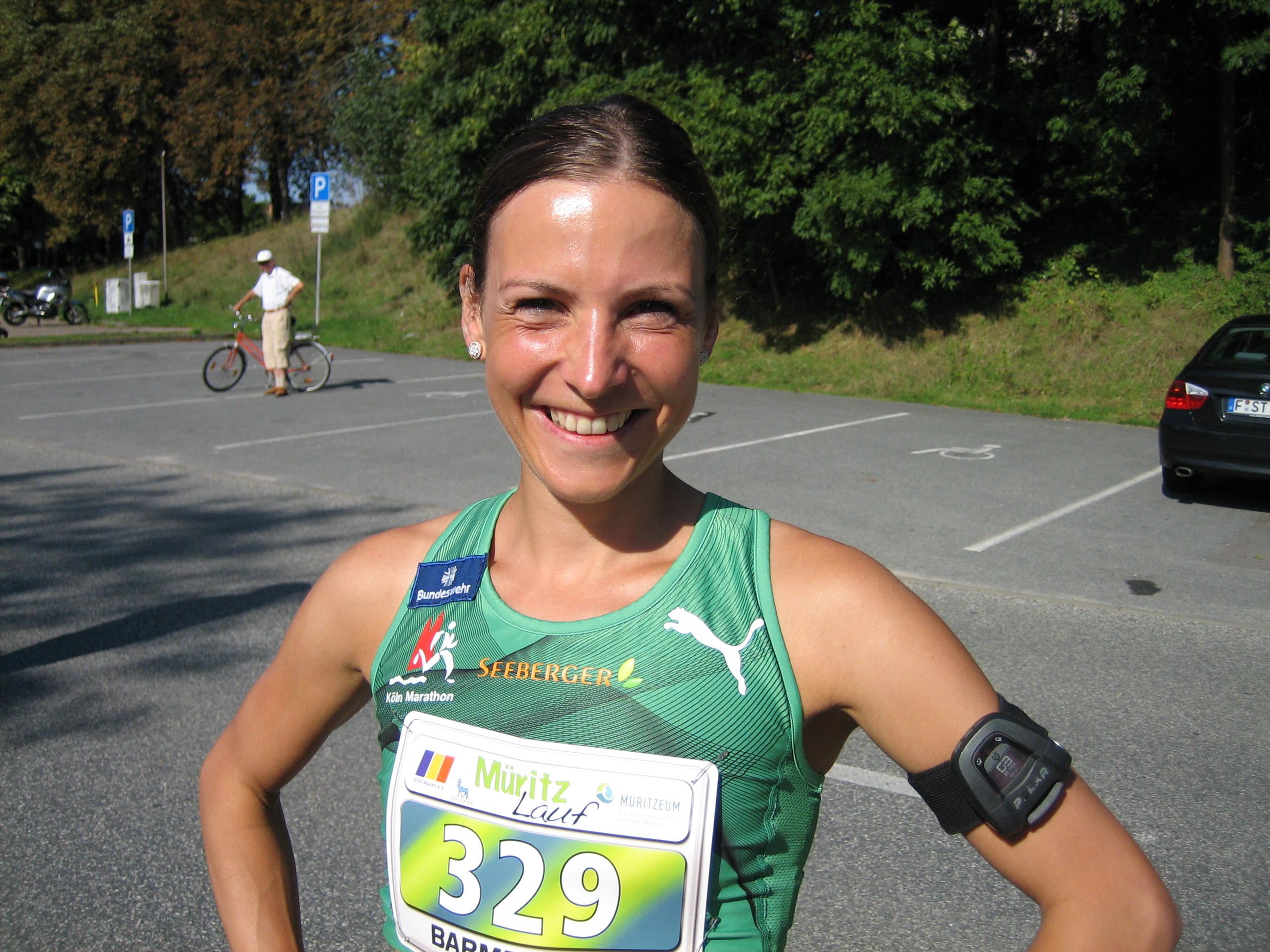
Sabrina Mockenhaupt – Rennen nicht beendet
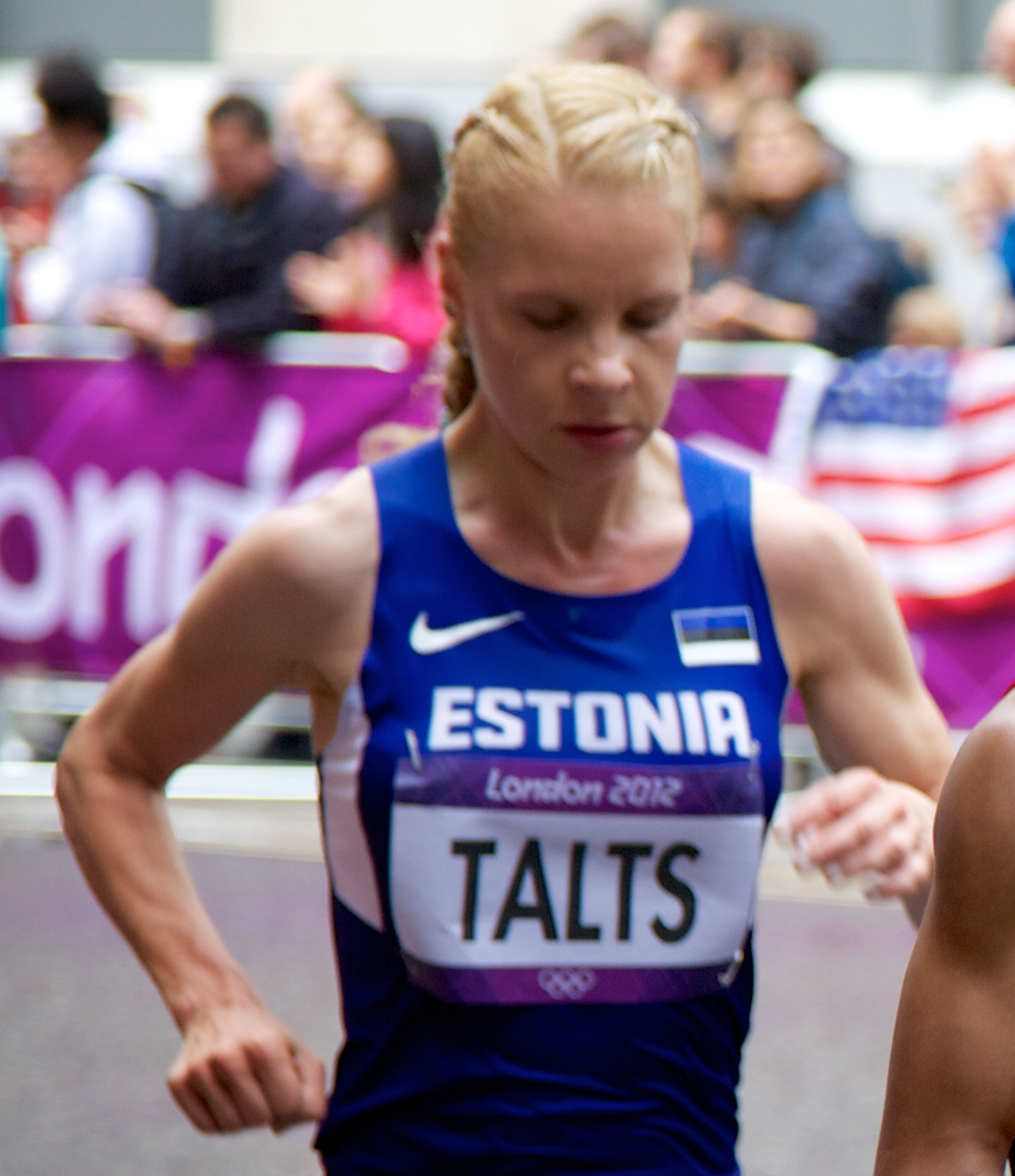
Evelin Talts – Rennen nicht beendet
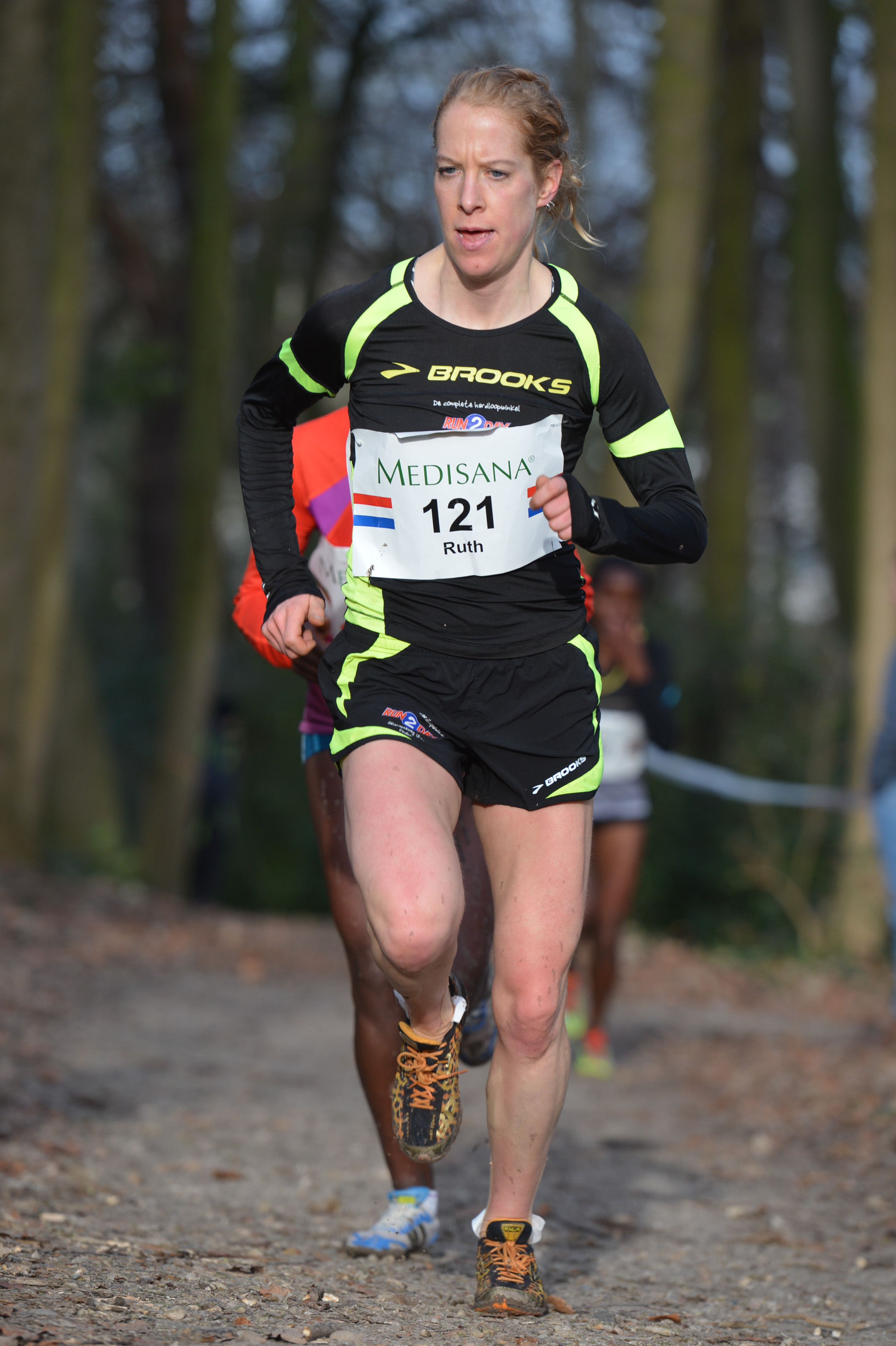
Ruth Van Der Meijden – Rennen nicht beendet

## Videolink
- Women's Marathon European Championships 2014 Finish, youtube.com, abgerufen am 14. März 2023